# ボス (飲料ブランド)
BOSS（ボス）は、サントリーフーズの缶コーヒー、およびペットボトル入りクラフトコーヒーを中心としたRTD系飲料のブランド。1987年 - 1992年に製造・販売されていた缶コーヒー「WEST」（ウェスト）の後継ブランドとして、前年の1991年に東京都と大阪府での試験的な販売を経て、1992年8月より全国で発売。パッケージにパイプをくわえた男性のイラストが特徴であり、一部媒体では「ボスおじさん」と呼ばれている。
缶コーヒーだけでなく、缶ココア、ペットボトル入りの紅茶飲料（「リプトン」ブランドの製品も併売）や果汁入り飲料、缶スープも発売されている。うち、2017年にはペットボトル入り飲料ブランドクラフトボスを立ち上げ、のちにコーヒー以外の分野にも拡大した。また、2016年には希釈用飲料にも参入し、商品を展開し続けている。

## 製造
コーヒー豆を輸入して、サントリーコーヒーロースタリー（神奈川県海老名市）で焙煎している。2022年には、コーヒー豆を入れていた麻袋5000枚を海老名市西隣の座間市に無償譲渡して自治会経由で市民に配り、剪定した枝を入れて袋ごとバイオマス燃料化する取り組みを行なった。

## 歴史

### 背景
サントリーは1987年にも「WEST」という缶コーヒーを売り出しており、ある程度のヒットはしたものの、サントリーの期待ほどではなかった。開発時に競合製品を意識していたことで小さな競合となってしまったことから、自分達にしかできない缶コーヒーを作ろうということになった。

### 缶コーヒーとしてのボスの開発
2007年に潮出版社より刊行された『缶コーヒー職人』（高橋賢藏著）には、開発当時の苦労譚が多数記載されている。
- 飲料事業の責任者であった事業部長から「これは事業の根幹に関わる仕事である。目の前の売上数字にとらわれて、拙速な仕事をするな。特に中身は客が本当にうまいと思うものでなければ駄目だ。必要なら時間をかけてもよい。完成度の高い缶コーヒーを作れ」と指示を受け、一般的には6～8ヶ月間の開発期間を、約20ヶ月間も費やすことになった[6]。
- チームメンバーの一人から味噌を入れてはどうかという提言も寄せられたが、あまりの奇抜さから結局試すことはなかった[7]。
- 当時、缶コーヒーの容量は250gが主流だったが、190gをメインの商品にすることにした。短い休憩の間に飲むには、実に良いサイズだと考えたためである[8]。
- 作り上げた試作品は1000種類以上になり、徹底的に調査評価にかけられた[9]。当時から甘さ控えめという風潮があり、どうしてもプレゼンする際には「この試作品では甘すぎるのではないか」という意見が出がちだった。しかし、体を動かす仕事のヘビーユーザーに考慮して、現在の味になった[10]。

なお、製品のアイコンである「ボスおじさん」は、のちにCMに出演する矢沢永吉をはじめ「誰かに似ている」という声があったものの、デザインを手掛けた石浦弘幸は飲む者それぞれがイメージする「ボス」になるようあえて特定のモデルを使うことは避けたと25周年記念イベントの中で明らかにしている。また、最初に登場した「ボス スーパーブレンド」のデザインでは、コーヒーの味わいを豆のイラストではなく、「ボスおじさん」の表情から想像できるようにするという方針が立てられた。

### 誕生、ヒット商品へ
こうして誕生した本製品は、 「WEST」の後継ブランドとして、東京・大阪の2地域で試験販売されたのち、1992年8月　ウェストの後継ブランドとして発売された。発売当初は「スーパーブレンド」「カフェオレ」（以上190g缶）「ブレンド」「ミルクテイスト」（以上250g缶）の4品で販売された。歌手の矢沢永吉を起用したことも大きな反響を呼んだ。その後、「ボス　スーパーブレンド」の発売に伴いボスはシリーズ化し、「レインボーマウンテン」で成功をおさめた。さらにその後も「贅沢微糖」「ブラック」「カフェオレ」が登場し、サントリーでは「缶コーヒー四天王」と呼ばれる時代が続いた。
2000年にはさらなる消費拡大を狙い、250g缶を採用した「250」が発売された。一方、ペットボトルはふたを閉められるが500mlでは多いという声も寄せられていたため、初の350mlペットボトル製品「350」が発売された。
2002年9月3日には発売10周年を迎え、「モカ&ブラジル【微糖】」「無糖ブラック（「ブラック<ゴールド>後継）」「ネオセブン（「セブン」後継）」が発売されたほか、既存製品のうち、「深煎り」のパッケージデザインが変更され、「カフェオレ」がリニューアルした。「ボス、動く」というコンセプトの元、この5製品のパッケージにおける「ボスおじさん」は、顔の表情やアングルを変えることなく小物が追加された。一方、「スーパーブレンド」「ラテラテ」はリニューアルせずに継続販売。なお、「ラテラテ」は5種類の発売に合わせ、200ml紙パックを追加発売した。同時に既存ラインナップが整理され、「プラスワン」「HG」「シャープ」「ザ・ブレンド」「リミテッド」の5種類が終売となった。
2003年には「仕事中」などシチュエーションを限定した商品がいくつか登場した。
2004年2月17日にはリキャップ可能な190gボトル缶「ボスプレッソ」をコンビニエンスストアで先行発売した。こちらの製品には東洋製罐による190g広口ボトル缶「TEC200」が採用されており、ニュースサイト「All About」の久須美雅士は、2004年一番の話題として挙げたうえで、温冷兼用且つ広口だけあって飲みやすく、香りも味も楽しめる缶コーヒーのために生まれた缶と称し、缶の製造コストが高い分、高級感ある製品に採用されたのではないかと分析している。また、2004年9月には、「ネオセブン」に代わる基幹商品「レインボーマウンテンブレンド」が発売され、早々に「ボス セブン」が打ち立てた記録を塗り替えた。
2005年、既存製品のうち「無糖ブラック」のパッケージデザインがブラックコーヒーであることを強調したものに変更された。これは、ブラックコーヒーの愛好者が無糖コーヒーを飲むことにこだわることに関連している。「カフェオレ」のパッケージは「無糖ブラック」と似た構成だが、こちらは甘さゆえに子どもっぽくみられぬよう「BOSS」の部分が強調されている。
2007年9月11日にはブランド15周年記念商品として「贅沢微糖 -いいとこドリップ-」が世に送り出された。こちらは素材のこだわりが伝わるよう金塊をモチーフとしたパッケージデザインとなった。一方、同じ年に登場した「ボスの休日」は、イタリアとエスプレッソをかけて『ローマの休日』をモチーフとしたネーミングとなった。また「ボスの休日」ということで、「ボスおじさん」が不在のパッケージデザインとなった。なお、開発チームは休日に売れると想定していたが、実際は平日の方が売れた。
2008年2月にはコンビニチェーン・ファミリーマートと組んで、「ファミリーマート×サントリーコーヒーBOSS・頑張ってる人を応援します！キャンペーン」を展開し、ボスブランドを冠したパンや菓子が発売された。また、2008年5月6日には300gボトル缶「シルキーブラック」が登場した。
2012年3月27日には、雪印メグミルクとの共同開発で紙パック入りのアイスコーヒー「贅沢エスプレッソ仕立て」を雪印メグミルクから発売した。
しかし、成功ばかりではなかった。例えば、「甘くないオレ」はカフェオレと一人称の俺をかけていたが、あまりうまくいかず、サントリー側は「ダジャレをネーミングに使うのは良くなかった」と述懐している。また、2001年に発売された「BOSS HG」は競合製品への対抗から「ボスおじさん」が大きくあしらわれたが、こちらも失敗だったと石浦は振り返っている。

### とろけるシリーズ
2011年5月末には「とろけるカフェオレ」が発売され、成功を収めた。その後、2015年3月10日には「とろけるカフェオレ ビター」が発売された。それからさらに後の2017年3月21日にはブランド初の紅茶飲料「とろけるミルクティー」が発売された。「J-CAST」のふじいりょうは、サントリーの話として「ミルクティーを飲む者の半分がカフェオレも好むという調査結果が得られ、『ボス とろける』シリーズにミルクティーを投じたと説明している。

### 「プレミアムボス」のヒット
長年成功を収めてきた一方、缶コーヒー業界は2010年代から台頭してきたコンビニコーヒーに押されるようになった。それを受け、サントリーはブランド最高峰のコクを追求した「プレミアムボス」を2014年に発売する。この製品は、長年ボスを愛してきた者たちが中高年になったことを受け、達成感を感じてほしいというコンセプトがあった。2015年2月10日には「プレミアムボス ブラック」が発売された。当時は缶コーヒー市場で「無糖ブラック」が人気だったことから同社には好調さに勢いをつけたいという思惑があったと「J-CAST」は分析している。また、ふたを閉めて持ち歩けることから、ボトル缶での発売となった。同じ年の9月29日には「プレミアムボス 微糖」が発売された。
さらに、2016年3月には「プレミアムボス ザ・ラテ」も発売した。
ブランド力もあって「プレミアムボス」は売れたものの、缶コーヒー業界は衰えており、2015年にはサントリー社内で次の一手を講じていた。
他社からカフェインレスコーヒーが出る中、ボスも2016年6月に「ボス デカフェ ブラック」を発売した。
2016年9月に発売した「プレミアムボス リミテッド」と「プレミアムボス ザ・ラテ 砂糖不使用」については、コンビニコーヒーを意識していると考える者もいた。また、2017年2月に発売された「プレミアムボス リミテッド」第2弾こと「プレミアムボス リミテッド 限定焙煎<コクと深み>」は、ウイスキー樽のオーク材のチップで燻している分従来の缶コーヒーにはないウッディな風味があったものの、人を選ぶような味ではないとする声があった。
2019年には750mlPETを採用した「プレミアムボス コーヒーハンターズセレクション」が、2種（無糖・甘さ控えめ）をスーパーマーケット・ドラッグストア・ホームセンターなどの専門店・量販店限定で発売された。その後、この製品は2020年2月にリニューアルに際し、275g缶も発売された。

### トクホへの参入
2014年1月21日、ボスシリーズ初の特定保健用食品となる「ボス グリーン」が発売された。この製品には、コーヒー豆に含まれる食物繊維の一種で、脂肪吸収の抑制に有効とされる「コーヒー豆マンノオリゴ糖」が配合されている。2015年8月18日には、「ボス ブラック」の特定保健用食品バージョンを発売した。

### 「クラフトボス」の成功とペットボトル飲料の拡大
新たな一手に向け、サントリーはコンビニコーヒーとボトル缶コーヒーの違いを調べる中で「アイスのコンビニコーヒーは、氷が溶けたところでストローで吸い上げると気持ちが良い」という回答を得る。サントリーは、コーヒーと爽快さの関連に違和感を持っていたものの、氷が入っているためそう感じるかもしれないと思い、これをコンセプトに1年をかけて新商品を開発した。また、コンビニやショップのアイスコーヒーは透明なプラスチック容器で提供されるため、中身がわかりやすものにしようということになった。缶コーヒーよりもペットボトルを好むITワーカーに聞き取りを行ったところ、「手書き文字」をはじめアナログさや手作り感を重視していることを知る。彼らが日常においては他者とのつながりを重視していることから、商品名に「クラフト」を冠するに至った。
こうして生まれた「クラフトボス ブラック」は2017年4月4日に発売された。2017年6月にはクラフトボス第2弾である「クラフトボス ラテ」が発売され、サントリーの予想を超える人気からほどなくして出荷停止に追い込まれ、10月に販売を再開した。また、同時期には「クラフトボス」の第3弾として、「クラフトボス ブラック」のホット仕様「クラフトボス ブラック ホット」が発売された。これにより、ペットボトル入りコーヒー飲料に参入する競合他社が続出した。また、ペットボトル飲料はクラフトボス以外のサントリー製コーヒー飲料にも拡大した。2021年4月13日には、2Lペットボトルを採用した大容量アイスコーヒー「ホームカフェ」2種（無糖・甘さ控えめ）が発売された。2021年6月1日には 「クラシックブレンド ブラック」「クラシックブレンド ラテ」をファミリーマート限定で発売。2023年
8月22日にはアスクル限定で、接客用を想定した195mlペットボトル入りの無糖ブラックコーヒー「ウェルカムコーヒー」が発売された。

### 希釈用飲料での成功
家庭における1人当たりのコーヒー消費量は増えており、そこに着目したサントリーは希釈用コーヒー「ボス ホームエスプレッソ ラテミックス」を2016年3月に発売した。この製品は購入者からの評判は良かったものの、なかなか間口が広まらないなどの課題が残り、発売から1か月もしないうちに対策が練られた。そして、同年9月のリニューアルに際しては、「ボス ラテベース」と改名するなど「ラテ」であることを強調した。さらに、2016年10月25日には期間限定品として「焦がしキャラメル」が発売された。
2020年3月、商品名を「ラテベース」から「カフェベース」に変更するなど、リニューアルがはかられた。発売前後に起きたコロナウイルスの流行に伴う外出制限により在宅勤務が普及したことも相まって、「カフェベース」は成功を収めた。約半年後の10月にはほうじ茶ラテが登場するなど、こちらもコーヒー以外の分野にも拡大した。

### 缶コーヒー市場とコロナ禍
「クラフトボス」や「ラテベース」などが話題となる中、缶コーヒーは厳しい状況に置かれており、缶コーヒーとしてのボスはヘビーユーザー向け新たな話題を提示して生き残りを図っていた。缶コーヒー市場の大半はショート缶が占めていたことから、2017年9月5日には発売25周年を記念して「プライドオブボス」がこのジャンルから発売された。これ以外にも「プレミアムボス 超深煎りプレミアム」や自販機限定品の「黄昏の微糖」など、プレミアム感の強い製品が打ち出された。既存製品群においては、「プレミアムボス」「レインボーマウンテンブレンド」「贅沢微糖」「無糖ブラック」「カフェオレ」がリニューアルされた。また、2018年7月にはショート缶の製造を主体とした「サントリーコーヒーロースタリー 海老名工場」を立ち上げた。この工場には大量のコーヒー豆を一度に焙煎できるイタリア・ペトロンチーニ製の高機能焙煎機が日本で初めて導入された。
2018年6月5日には自販機限定品として「ビッグボス」を発売した。2019年から2020年まで派生製品が展開されたのち、2021年ごろからSNSで復活を望む声が相次ぎ、シリーズの中でもとりわけ好評だった「ビッグボス カフェオレ」を北海道限定品として2022年に再発売した。
2019年3月12日には　「スペシャルファイブブレンド 深煎り」と「スペシャルファイブブレンド 微糖」をそれぞれ発売した。また、2019年9月3日にはペットボトルが合わないユーザーをターゲットに「カフェ・ド・ボス ふんわりカプチーノ」と「ほろあまエスプレッソ」がそれぞれ発売された。その後、「カフェ・ド・ボス」の名はファミリーマート限定品の名にも使われた。
缶コーヒーの市場が冷え込むさなか、コロナウイルスの流行が大きな打撃を与えた。その中で、2020年9月に香料不使用で力強い香りとコクを目玉とした「スピリットオブボス」を発売するなど、ヘビーユーザー向けの商品を展開していった。その一方、2020年にはブランド初のエナジードリンク「アイアンボス」を発売しており、その背景には「エナジードリンクは若者向けで手を出しにくい」と思っている30代から40代の存在があった。また、コーヒー味と誤認されないようにするため、広告面においてはエナジードリンクを象徴する黄色い液体が強調された。
2022年8月にブランド30周年を迎える中、いくつか記念商品が打ち出された。このうち「ザ・ボス微糖上向く一服」は、「コロナ禍で暗い世の中も上を向いて歩こう」という気持ちを込め、「ボスおじさん」がパイプを置き、上を向いたパッケージデザインが採用された。

### 「ボス カフェイン」のヒットと論争

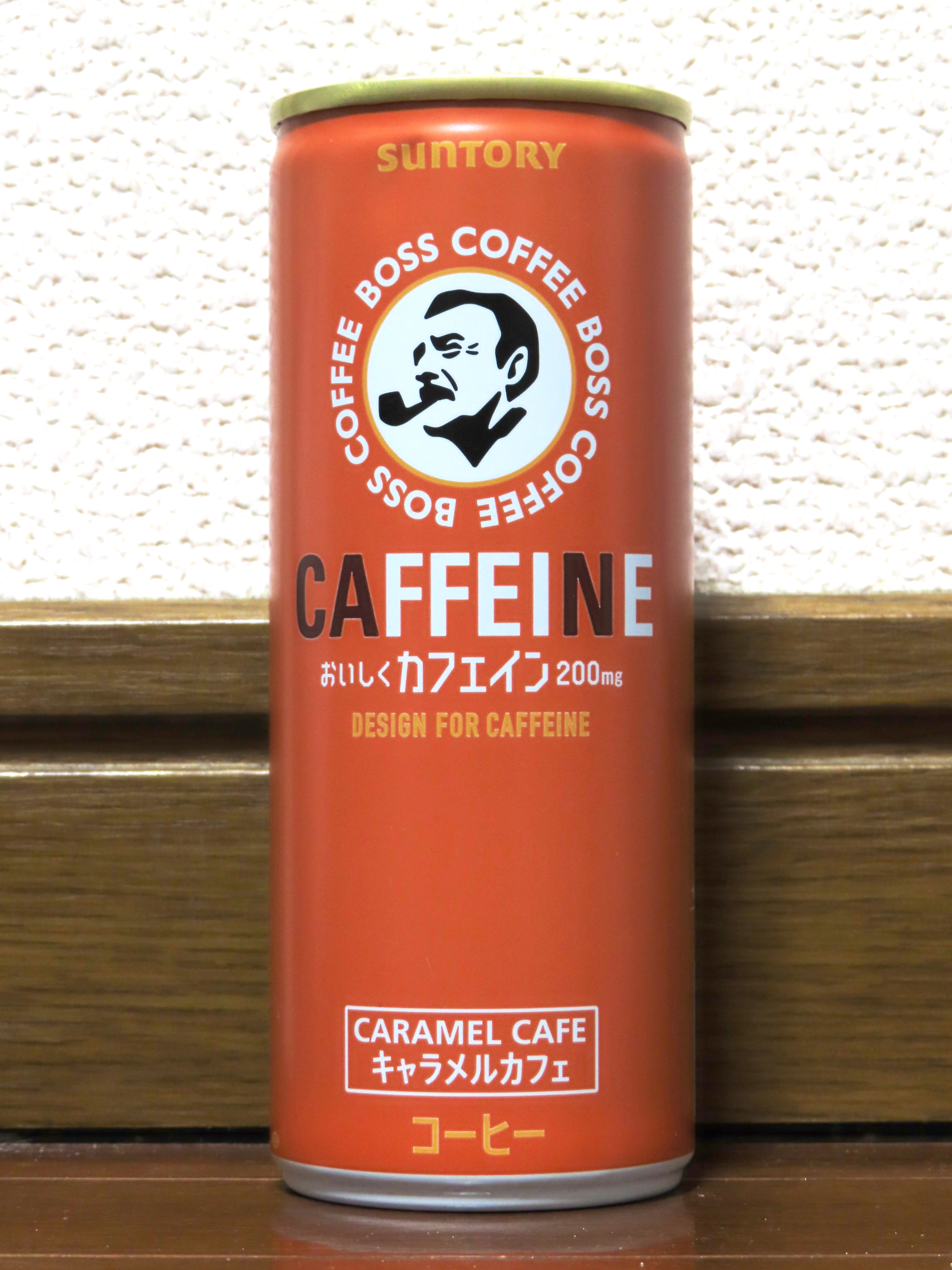
初期デザインの「ボス カフェイン」キャラメルカフェ

2023年3月28日に発売されたロング缶（245g）「ボス カフェイン」2種（ホワイトカフェ・キャラメルカフェ）は、エナジードリンクのようにコーヒーを飲む若者層をターゲットにしており、今まで缶コーヒーをあまり飲まなかった20代から30代を中心に人気を博し、発売2ヵ月で販売本数2000万本を突破した。
一方、同製品は全体に対するカフェイン含有量が200mgとかなり多いにも関わらず、一般的な缶コーヒーとパッケージデザインがあまり変わらないことがインターネット上で問題視された。サントリーはねとらぼの取材に対し、「通常の缶コーヒーよりカフェイン含有量は多いが、一般的なコーヒー飲料全般において突出しているわけではない」と答えている。また、パッケージデザインについては真摯に受け止めるとしたうえで、小学生以下の子供や妊婦、カフェイン耐性のない人の飲用は避けてほしいと答えている。ノンフィクションライターの窪田順生は「ダイヤモンド・オンライン」に寄せた記事の中で、カフェインの過剰摂取による死亡事故を踏まえれば、批判は妥当だとしつつも、炎上は想定内だったのではないかと分析している。一方、窪田はキャッチコピーがエナジードリンクよりも具体的である分、子どものカフェイン中毒のリスクを高めると指摘しており、近い将来注意書きが必要になるだろうと見ている。
それから半年後の2023年9月12日のリニューアルにて、この製品のパッケージがカフェインの含有量を強調するものに変更された。同日、このブランドからカフェモカが発売された。さらにそれから半年後の2024年3月には「ボスカフェイン プロ ホワイトカフェ」にリニューアルし、ブラックが追加された。また、これに関連して、ソーシャルゲーム『ウマ娘 プリティーダービー』のコラボデザイン缶も発売された。

## 商品ラインナップ
出典: 
発売当初は「スーパーブレンド」「カフェオレ」「ブレンド」「ミルクテイスト」の4品で販売された。その後多くの商品が発売されるが、発売当時のラインナップ中、2024年2月時点で継続販売されているのは「カフェオレ（最新リニューアルは2024年2月、13代目）」のみである。2024年2月時点の基盤商品は「カフェラテ」「無糖ブラック」「レインボーマウンテンブレンド」「贅沢微糖」「プレミアムボス」の5品。また、「無糖ブラック」が20年以上、「カフェラテ」「レインボーマウンテンブレンド」「地中海ブレンド（夏季限定）」「贅沢微糖」が15年以上継続販売されている。
製品の中には店舗や販売ルートを限定したものもある。うち、2014年7月29日から「ボス ザ・エスプレッソ」シリーズ3品（オリジナル、微糖、無糖・ブラック）はファミリーマート限定で発売されている。この製品群は2022年4月26日に「クラシックブレンド」シリーズを統合して「FAMILY'S BOSS」シリーズとしてリニューアルし、同社のプライベートブランド「ファミマル」とのダブルブランド製品へ移行した。
また、2014年10月28日にはローソンと共同開発した「BOSS COFFEE FARM（ボス コーヒーファーム）」シリーズ3品（オリジナルブレンド、微糖、ブラック）をローソン（派生業態の「ナチュラルローソン」「ローソンマート」「ローソンストア100」を除く）限定で発売されている。2018年10月16日よりセブン&アイ・ホールディングスとの共同開発品「セブンプレミアム×ボス セブンズボス」3種類（オリジナル、微糖、ブラック）をセブン-イレブン限定で発売した。なお「オリジナル」と「微糖」は地域により中身の特徴が異なる7種類（北海道、東北、関東・甲信越、東海・北陸、関西、中国・四国、九州）を設定。「ブラック」は北海道・東北・関東・甲信越が「ビタータイプ」、東海・北陸・関西が「バランスタイプ」、中国・四国・九州は「マイルドタイプ」と3種類が設定される。
地域限定品は他にもあり、東北地区限定品の「デミタス 微糖」（発売時の名称は「デミタスグランデ微糖」）、北海道限定品「ボスプレッソ 微糖」などが該当する。
コーヒー以外の飲料としては、2014年9月23日に「BOSS」シリーズ初にして唯一のココア飲料「とろけるココア」が発売された。この製品は2013年まで単独ブランドで発売されていた「とろけるココア」を「BOSS」ブランドに統合したものである。また、2018年9月18日には自販機限定品として、「BOSS」初の缶スープ「ビストロボス」を発売した。うち「ビストロボス コーンスープ」は2017年まで独立ブランドで発売されていた「つぶたっぷり コーンポタージュ」の実質的な後継商品である。

## 過去に発売された製品

### スタンダード（ショート缶）
| 商品名                                         | 発売時期                 | 備考 |
| ---------------------------------------------- | ------------------------ | --- |
| プラスワン                                     | 1996年                   | 当時のスーパーブレンドに比べ甘さを抑えていた。 |
| HG                                             | 2001年9月4日             | HGはHigh Grownの略で高地産豆100％使用。 |
| セブン                                         | 1998年9月8日             | 名称の由来は7種の豆をブレンドして使用していることにちなむ。98～02年頃までのBOSSの基幹商品。 |
| ネオセブン                                     | 2002年9月3日             | セブンのリニューアル版。2004年に後継商品のレインボーマウンテンブレンドの登場に伴い終売。 |
| 深煎り                                         | 2002年4月16日            | 2003年8月26日に「深煎りSuper」へリニューアルした。 |
| 深煎りダブル                                   | 2005年4月19日            | |
| 赤道ブレンド                                   | 2003年4月8日             | |
| 仕事中                                         | 2003年9月16日            | |
| 休憩中                                         | 2003年9月16日            | |
| ミッドナイトモカブレンド                       | 2006年1月24日            | |
| アメリカーノ〈深煎り〉                         | 2006年4月18日            | |
| Begin!                                         | 2006年9月5日             | |
| 憩                                             | 2006年10月17日           | |
| 憩（いこい）                                   | 2015年10月20日           | |
| 楽園-やすらぐ深煎り-                           | 2007年3月20日            | |
| 珈琲鑑定士＜ブラジル粒選り豆100％＞            | 2007年6月5日             | |
| レジェンドブレンド -伝説の香り-                | 2007年8月28日            | |
| ザ・エスプレッソ ボスの休日                    | 2007年11月27日           | 130円の高価格帯品。 |
| ミッドナイトアロマ                             | 2008年1月22日            | |
| 木蔭                                           | 2008年3月4日             | |
| プレミアムクリア                               | 2008年9月9日             | |
| ザ・エスプレッソ ボスの休暇                    | 2008年11月18日           | 130円の高価格帯品。 |
| ショートブレイク -漂う深煎り-                  | 2009年1月20日            | |
| 自由時間                                       | 2009年3月24日            | |
| クリアプレッソ -すっきり深煎り-                | 2009年6月16日            | |
| ファーストクラス                               | 2009年9月15日            | |
| ドライ                                         | 2010年4月6日             | グッドスタートブレンドへ継承。 |
| グッドスタートブレンド                         | 2011年1月25日            | カフェイン強め（1缶当たり約80mg含有） 2010年6月に一度終売した後、再発売された |
| シンプルスタイル                               | 2010年9月14日            | 香料・甘味料不使用、乳原料は牛乳のみ。セレクトカフェへ継承。 |
| ブラジルスペシャル ブラジルの輝き              | 2011年12月6日            | ブラジル産高級豆を中心にブレンド |
| セレクトカフェ                                 | 2011年9月13日            | 香料・甘味料不使用、甘さ控えめ、シンプルスタイルの後継品 |
| リッチオンリッチ                               | 2012年1月24日            | |
| やさしいボス                                   | 2012年6月12日            | 深煎り・中煎り豆を使用 |
| ドライブショット                               | 2012年9月18日            | ドライバー向けに開発された製品で、カフェインが従来品の1.2倍である。 |
| ウェイクアップ                                 | 2013年2月26日            | カフェイン120%、ドライブショットの後継品 |
| 大人のボス                                     | 2013年3月26日            | |
| 缶珈琲職人 洗練の極み                          | 2011年4月5日             | 二段焙煎によりすっきりとしたコクのある後味にした。 一度終売した後に再発売された |
| 夜明けのボス                                   | 2013年9月17日            | |
| コロンビアトラディショナルブレンド             | 2013年12月3日            | |
| フルシティロースト                             | 2014年2月18日            | |
| ゴールドプレッソ                               | 2010年1月19日～2011年4月 | 深煎り豆使用、無香料、ドリップコーヒーとエスプレッソのブレンド |
| ザ ブレンド                                    | 2013年11月26日           | サークルKサンクス限定 |
| ザ・アイスコーヒー                             | 2014年6月24日            | サークルKサンクス限定、360gボトル缶 |
| ブラジルセレクション                           | 2014年5月13日            | |
| 特濃エスプレッソ                               | 2013年9月17日            | ファミリーマート限定、160g缶 |
| スーパーブレンド                               | 1992年                   | 初代BOSSで、初期の主力製品の一つとして位置づけられていた。2014年頃から『リミテッドエディション』の表記が付き、取扱場所が少なくなっても製造を続けていた                                                                |
| グランアロマ                                   | 2013年8月20日            | シャンパンを発酵する際に使用されている酵母でコーヒーチェリーを発酵させたことで華やかな香りを実現させたスタンダードタイプ 発売時の名称は「グランアロマ～香るボス～」だが、2014年3月4日のリニューアルに際して改名された |
| モカ&ブラジル                                  | 2015年1月13日            | |
| カリブの休日                                   | 2014年12月2日            | |
| ワールドセブンブレンド オリジナル              | 2014年1月14日            | セブン&アイグループ限定、PBである「セブンプレミアム」とのダブルブランド製品。プライベートブランドとナショナルブランドを兼ねるダブルブランド製品は史上初である。                                                       |
| 超                                             | 2012年8月21日            | ボスブランドで発売開始20周年の集大成と位置づけられている。事実上エスプレッソ〈ヴェネチア〉の後継品 |
| マスターズコーヒー                             | 2015年3月24日            | 自動販売機限定 |
| キリマンジャロ スペシャルブレンド              | 2014年8月5日             | |
| トレジャーハンター                             | 2015年3月24日            | |
| プレミアムボス リミテッド                      | 2016年9月6日             | |
| プレミアムボス リミテッド 限定焙煎<コクと深み> | 2017年2月7日             | |
| ローストファクトリー                           | 2016年10月18日           | |
| ガッツ                                         | 2016年8月23日            | ぶどう糖を1本あたり1400mg配合 |
| プライドオブボス                               | 2017年9月5日             | 発売25周年記念商品。 |
| プライドオブボス 第2弾                         | 2018年2月6日             | |
| 直火焙煎                                       | 2017年10月12日           | |
| THE CANCOFFEE                                  | 2018年9月4日             | |
| レインボーマウンテンブレンド クリアロースト    | 2019年6月4日             | |
| レインボーマウンテンブレンド ビター            | 2019年11月5日            | |
| カフェ・ド・ボス ふんわりカプチーノ            | 2019年9月3日             | |
| ダブルインパクト オリジナル                    | 2017年4月18日            | |
| スピリットオブボス                             | 2020年9月8日             | |
| ゴールデンタイム                               | 2021年2月2日             | |
| ファイブスターブレンド                         | 2017年1月10日            | 自動販売機限定品 |

| 商品名                      | 発売時期                                                                | 備考 |
| --------------------------- | ----------------------------------------------------------------------- | ---- |
| コロンビアブレンド          | - 2021年1月19日（1回目） - 2022年4月5日 （2回目）                       |      |
| エチオピアブレンド          | 2021年4月6日                                                            |      |
| ブラジルブレンド            | - 2021年7月6日（1回目） - 2024年8月2日（2回目） - 2023年8月1日（3回目） |      |
| グアテマラブレンド          | 2021年12月7日                                                           |      |
| ペルーブレンド              | 2022年12月6日                                                           |      |
| グアテマラ ニューオリエンテ | 2023年4月4日                                                            |      |
| インドネシアブレンド        | 2023年12月5日                                                           |      |

| 商品名                | 発売時期      | 備考 |
| --------------------- | ------------- | ---- |
| コロンビアブレンド    | 2022年2月8日  |      |
| グアテマラブレンド    | 2022年6月7日  |      |
| ブラジルブレンド      | 2022年11月8日 |      |
| ブラジル エスプレッソ | 2023年2月14日 |      |
| エスプレッソ ペルー   | 2023年9月26日 |      |

| 販売地域     | パッケージカラー | 備考 |
| ------------ | ---------------- | --- |
| 北海道       | 赤               | アンティグア地域の豆を51%使用し、通常の「レインボーマウンテンブレンド」よりも牛乳をやや少なめに、甘さをやや強めに設計した   |
| 東北         | 橙色             | ウエウエテナンゴ地域の豆を51%使用し、通常の「レインボーマウンテンブレンド」よりも牛乳をやや多めに、甘さをやや強めに設計した |
| 関東・甲信越 | 黄色             | オリエンテ地域の豆を51%使用し、通常の「レインボーマウンテンブレンド」よりも牛乳をやや少なめに設計した                       |
| 東海・北陸   | 緑色             | アティトラン地域の豆を51%使用し、通常の「レインボーマウンテンブレンド」よりも牛乳をやや少なめに、甘さをやや弱めに設計した   |
| 関西         | 青色             | アカテナンゴ地域の豆を51%使用し、通常の「レインボーマウンテンブレンド」よりも牛乳を多めに、甘さを強めに設計した             |
| 中国・四国   | 藍色             | フライハーネス地域の豆を51%使用し、通常の「レインボーマウンテンブレンド」よりも牛乳を少なく、甘さをやや強めに設計した       |
| 九州・沖縄   | 紫色             | サンマルコス地域の豆を51%使用し、通常の「レインボーマウンテンブレンド」よりも牛乳を少なく設計した                           |

| ナンバリング | 発売時期   | メイン           | 備考 |
| ------------ | ---------- | ---------------- | ---- |
| No.1         | 2017年2月  | オリエンテ       |      |
| No.2         | 2017年2月  | アカテナンゴ     |      |
| No.3         | 2017年4月  | サンマルコス     |      |
| No.4         | 2017年6月  | アティトラン     |      |
| No.5         | 2017年8月  | フライハーネス   |      |
| No.6         | 2017年10月 | ウエウエテナンゴ |      |
| No.7         | 2017年12月 | アンティグア     |      |

| 商品名                    | 発売時期               | 備考                                                                                      |
| ------------------------- | ---------------------- | ----------------------------------------------------------------------------------------- |
| とろけるアイスラテ        | 2017年3月14日          | 夏季限定・自動販売機限定。関西地区では250g缶も発売されていた                              |
| 冬仕立て・炭火焙煎        | 2005年10月11日         | 冬季限定                                                                                  |
| 冬のくつろぎ＜直火焙煎＞  | 2007年10月16日         | 冬季限定                                                                                  |
| ほっと珈琲                | 2008年10月14日         | 冬季限定                                                                                  |
| 濃いめの一服              | 2009年10月27日・2010年 | 冬季限定、乳飲料                                                                          |
| 缶珈琲職人 炭焼ミルク珈琲 | 2011年11月1日          | 冬季限定、乳飲料、炭火焙煎豆100%使用                                                      |
| 朝のオレ ホット           | 備考欄参照             | 2011年9月に「あったか～い朝のオレ」(2006年10月3日発売）をリニューアル、冬季限定。280mlPET |
| コクまろ炭焼珈琲          | 2012年11月6日          | 冬季限定                                                                                  |
| ほっととろけるカフェラテ  | 2018年10月9日          | 冬季限定・自動販売機限定                                                                  |

### ノーマル（ロング缶・275g缶・280ml缶・350ml缶）
| 商品名                                                 | 発売時期             | 容量    | 備考 |
| ------------------------------------------------------ | -------------------- | ------- | --- |
| ブレンド                                               |                      |         | |
| マイルドロースト                                       | 1994年               |         | |
| 250                                                    | 2000年3月22日        | 250gm缶 | マイルドローストの後継品。 ペットボトルの350と中身は同じ                                                                                             |
| ザ・ブレンド                                           | 2001年2月6日～2002年 |         | 「250」の後継製品。 本製品の終売により、BOSSの全国発売品では2023年3月に「ボス カフェイン」が発売されるまで約21年にわたりロング缶が発売されなかった。 |
| シャープ                                               | 1998年9月8日         | 280ml   | 名前の由来は記号としてのシャープに由来する。 |
| ビッグボス                                             |                      | 350ml   | 自動販売機限定 |
| プレミアムボス コーヒーハンターセレクション 甘さ控えめ | 2020年3月10日        | 275g    | 加糖ブラックタイプ。 |
| 北海道オリジナルブレンド                               | 2017年4月4日         | 250g    | 北海道限定 |
| スペシャルナインブレンド                               | 2017年4月4日         | 250g    | 九州限定 |

| 商品名           | 発売時期      | 容量 | 備考                                                                               |
| ---------------- | ------------- | ---- | ---------------------------------------------------------------------------------- |
| キャラメルラテ   | 2023年3月28日 | 245g | コーヒー豆由来カフェイン200mg配合                                                  |
| ホワイトカフェ   | 2023年3月28日 | 245g | コーヒー豆由来カフェイン200mg配合                                                  |
| アーモンドカフェ | 2023年6月27日 | 245g | コーヒー豆由来カフェイン200mg配合 缶コーヒーでは珍しいピンクカラーが採用されている |

### 微糖
| 商品名                                          | 発売時期       | 備考 |
| ----------------------------------------------- | -------------- | --- |
| モカ&ブラジル【微糖】                           | 2002年9月3日   | ブランド初の微糖コーヒー。「カロリーオフ」へ継承 |
| カロリーオフ                                    | 2003年11月11日 | 「微糖・深煎り」へ継承 |
| 微糖・深煎り                                    | 2004年11月2日  | 「ワールドエグゼクティブブレンド・微糖」へ継承 |
| ワールドエグゼクティブブレンド・微糖            | 2005年8月30日  | 2006年9月12日のリニューアルにて「W.E.B.[微糖] 」へ改称した。 「贅沢微糖」へ継承 |
| スイッチショット＜超深煎り微糖＞                | 2008年6月17日  | |
| プラチナプレッソ微糖                            | 2012年10月16日 | |
| ホワイトプレッソ微糖                            | 2012年3月27日  | 「ゴールドプレッソ」の微糖版 |
| 黒の微糖                                        | 2013年5月21日  | ミルク不使用の微糖タイプ |
| ほろにが微糖                                    | 2014年3月25日  | |
| 大人の微糖                                      | 2015年2月10日  | |
| 真夜中の微糖                                    | 2014年10月14日 | |
| ワールドセブンブレンド 微糖                     | 2014年1月14日  | セブン&アイグループ限定、プライベートブランド（PB）である「セブンプレミアム」とのダブルブランド製品。プライベートブランドとナショナルブランドを兼ねるダブルブランド製品は史上初である |
| ブラジルセラード                                | 2015年8月4日   | |
| 高原のボス 微糖                                 | 2015年5月26日  | |
| トリプルブレンド                                | 2016年2月16日  | 自動販売機限定 |
| 朝の微糖                                        | 2016年1月12日  | |
| マスターズコーヒー微糖                          | 2015年3月24日  | 自動販売機限定 |
| ワールドコレクション コロンビア                 | 2016年8月23日  | 自動販売機限定 |
| ワールドコレクション エチオピアモカブレンド     | 2017年6月6日   | 自動販売機限定 |
| ワールドコレクション キリマンジャロ             | 2020年1月14日  | 自動販売機限定 |
| ワールドコレクション キリマンジャロブレンド微糖 |                | 自動販売機限定 |
| 黄昏の微糖                                      | 2017年8月22日  | 自動販売機限定 |
| サントリーコーヒーロースタリーズ 微糖           | 2018年8月7日   | 元々は関東・甲信越地区限定で発売されたが、のちに全国発売となった。 |
| コロンビアスペシャルブレンド                    | 2019年1月15日  | 自動販売機限定 |
| THE CAN COFFEE 俺の微糖                         | 2019年2月5日   | |
| ロースターズセレクション                        | 2019年8月20日  | 自動販売機限定 |
| ビッグボス 微糖                                 | 2019年3月26日  | 350ml缶 |
| 澄みわたる贅沢微糖                              | 2019年6月4日   | |
| カフェ・ド・ボス ほろあまエスプレッソ           | 2019年9月3日   | |
| ファイブミニッツコーヒー                        | 2020年2月4日   | |
| ファイブオリジンブレンド                        | 2020年6月2日   | 自動販売機限定 |
| くつろぎドリップ                                | 2020年10月20日 | 自動販売機限定 |
| ブルーインパクト-冴えの微糖-                    | 2021年6月8日   | |
| グリーン【特定保健用食品】                      | 2014年1月21日  | コーヒー飲料規格。BOSS初の特定保健用食品 |
| オールスター                                    | 2022年2月1日   | 30周年記念製品。発売を記念して、「BOSS×ザ・ドリフターズキャンペーン」が展開された。                                                                                                   |
| ザ・ボス 微糖 上向く一服                        | 2022年9月6日   | 30周年記念製品 |
| 珈琲ボス ビトウ                                 | 2022年9月20日  | 30周年記念製品・自動販売機限定 |
| ほろにが                                        | 2023年9月26日  | 自動販売機限定 |
| プレミアムボス アロマロースト                   | 2020年5月12日  | 自動販売機限定 |

| 商品名         | 発売時期      | コラボレーション先                         | 備考 |
| -------------- | ------------- | ------------------------------------------ | --- |
| レジェンドボス | 2020年8月18日 | ドラゴンクエストウォーク                   | 自販機限定 |
| 本命の一服     | 2021年9月7日  | 競馬                                       | |
| 三冠の一杯     | 2021年10月5日 | 競馬                                       | |
| 伝説の序章     | 2023年9月5日  | ゼルダの伝説 ティアーズ オブ ザ キングダム | 「レインボーマウンテンブレンド」ほか複数の通常商品も「ゼルダの伝説 ティアーズ オブ ザ キングダム メタルデザイン缶に変更された。2023年11月7日リニューアル |
| 優駿の微糖     | 2023年2月7日  | ウマ娘 プリティーダービー                  | 「レインボーマウンテンブレンド」ほか通常の4商品も「ウマ娘メタルデザイン缶」としてリニューアル。                                                          |
| 凱旋の一服     | 2024年2月6日  | ウマ娘 プリティーダービー                  | |
| 勝負の一手     | 2024年9月3日  | Mリーグ                                    | |

### 無糖ブラック
| 商品名                                             | 発売時期      | 備考                                                             |
| -------------------------------------------------- | ------------- | ---------------------------------------------------------------- |
| ブラック                                           | 1999年3月2日  | 「ブラック＜ゴールド＞ 」へ継承                                  |
| ブラック＜ゴールド＞                               | 2001年6月5日  | 無糖ブラックへ継承                                               |
| サントリーコーヒーロースタリーズ ブラック          | 2018年8月7日  | 元々は関東・甲信越地区限定で発売されたが、のちに全国発売となった |
| プレミアムボス コーヒーハンターズセレクション 無糖 | 2020年3月10日 | 275g缶                                                           |
| 超ボス ブラック                                    | 2020年9月29日 | セブン-イレブン限定                                              |
| サーブ ブラック                                    | 2019年9月24日 | 275g缶・関東甲信越限定                                           |

### カフェオレ系
| 商品名                                | 発売時期                                           | 備考 |
| ------------------------------------- | -------------------------------------------------- | --- |
| ミルクテイスト                        |                                                    | 250ml缶、乳飲料 |
| マウントカフェ                        |                                                    | |
| ラテラテ                              | 2002年4月9日                                       | ペットボトルもあり カフェラテへ継承                                                                                                   |
| すっきりラテ（低糖）                  | 2003年5月27日                                      | 225ml缶 |
| カフェモカ＜贅沢アロマ＞              | 2007年1月23日                                      | |
| アイスラテ -すっきり低糖-             | 2010年6月1日                                       | |
| カフェラテ                            |                                                    | 280mlPET・200ml紙パックもあり 「クリーミーラテ」へ継承。                                                                              |
| 特濃カフェラテ                        | 2013年9月17日                                      | ファミリーマート限定、160g缶 |
| 朝のオレ                              | 2006年5月23日（500mlPET） 2010年4月6日（280mlPET） | |
| アイスクリーミーラテ                  | 2014年3月25日                                      | 280g缶、「クリーミーラテ」のアイス仕様品で夏季限定                                                                                    |
| クリーミーラテ                        | 2013年11月5日                                      | 280g缶、2018年6月に「ビッグボス」が発売されるまでは全国発売のBOSSの中で唯一の大容量缶製品であった。「カフェラテ」の後継製品、冬季限定 |
| プレミアムボス ザ・ラテ               | 2016年3月1日                                       | |
| 白の贅沢微糖                          | 2019年11月5日                                      | |
| 超ボス ラテ                           | 2020年9月29日                                      | セブン-イレブン限定 |
| とろけるアイスラテ                    |                                                    | 自動販売機限定、185g缶の他に、2019年3月13日からは関西限定で250g缶も発売されていた。                                                   |
| とろけるカフェオレ 幸せ香るピーナッツ | 2023年6月6日                                       | 期間限定品で、アニメ『SPY×FAMILY』とのコラボレーションでもある。                                                                      |
| サーブ ラテ                           | 2019年9月24日                                      | 275g缶・関東甲信越限定 |
| コーヒーと牛乳とバナナ                | 2024年5月10日                                      | 『ウマ娘 プリティーダービー』のコラボ商品                                                                                             |

### 砂糖不使用
- 食後の余韻 - 2009年3月3日発売。
- 甘くないオレ - 2009年10月6日発売。
- 大人の流儀 - 2010年3月2日発売。この商品とスマートボスの2品は砂糖不使用に加えて脂肪ゼロの缶コーヒーとなる
- スマートボス　- 2010年10月5日発売。「ハーフ＆ハーフ」、「ゼロの頂点」へ継承
- ハーフ&ハーフ - 2011年3月1日発売。
- ゼロの頂点 - 8月16日発売[96]

### デミタス系（小容量缶）
- リミテッド - 2000年11月7日に初めてデミタスサイズ（170g缶）製品として発売された
- デミタス - 2002年11月5日発売。事実上「リミテッド」の後継品。「エスプレッソ〈ヴェネチア〉」へ継承
- デミタス・ラテ - 2004年4月27日発売。
- エスプレッソ〈ヴェネチア〉- 2006年10月10日発売。本製品は2012年8月の「超 -深煎りを超えたコクと旨味-」発売までの約6年間、一度もリニューアルせずに長期間に渡り継続販売された。「超 -深煎りを超えたコクと旨味-」が事実上の後継品。

### 北海道限定商品
| 商品名                 | 発売時期      | 備考                                                                 |
| ---------------------- | ------------- | -------------------------------------------------------------------- |
| 北海道ブレンド         | 2001年2月6日  |                                                                      |
| HG マイルド            | 2002年2月5日  | HGはHigh Grownの略                                                   |
| マイロード             | 2004年6月     |                                                                      |
| 北海道テイスティ       | 2004年11月    | 鈴井貴之が主宰する「CREATIVE OFFICE CUE」との共同開発                |
| トラディショナル       | 2005年5月31日 |                                                                      |
| ゴールドシティブレンド | 2007年10月2日 | 250gロングサイズ缶                                                   |
| ビッグボス カフェオレ  | 2019年3月26日 | 350g缶。当初は全国発売だったが、一旦終売した後北海道限定で再発売した |
| プレッソ微糖           | 2018年4月3日  | 250g缶                                                               |

### ボトル缶入り商品
| 商品名                                   | 発売時期      | 容量                     | 備考 |
| ---------------------------------------- | ------------- | ------------------------ | --- |
| ロイヤルホワイト [ラテ]                  | 2007年6月26日 | 275gボトル缶             | |
| ダブルブラック                           | 2004年6月1日  | 300gボトル缶             | |
| ディープブラック                         | 2007年5月8日  | シルキーブラックへ継承。 | |
| シルキーブラック -リフレッシュ&スムース- |               | 400gボトル缶             | 最初に発売された「シルキーブラック」よりも多い400gボトル缶が採用されていた。のちに「シルキーブラック」（400g）へ継承 |
| シルキーブラック ホットブレンド          | 2012年8月28日 | 275gボトル缶             | 2011年8月に「ホットシルキーブラック」をリニューアル、近年は通年販売に移行していた                                    |
| シルキーブラック                         |               | 300gボトル缶             | 400gボトル缶は継続販売                                                                                               |
| シルキードリップ 微糖                    | 2012年5月15日 | 260gボトル缶             | 360gボトル缶(2018年3月27日発売)は継続販売                                                                            |
| ワールドセブンブレンド ブラック          | 2014年4月22日 | 300gボトル缶             | セブン&アイグループ限定、PBである「セブンプレミアム」とのダブルブランド製品                                          |
| デスクカフェ                             | 2011年7月5日  | 260gボトル缶             | |
| プレミアムボス ザ・マイルド              | 2016年9月27日 | 260gボトル缶             | |
| プレミアムボス 超深煎りプレミアム        | 2017年9月19日 | 260gボトル缶             | |
| プレミアムボス ザ・ラテ 砂糖不使用       | 2016年9月27日 | 260gボトル缶             | 乳飲料規格 |
| プレミアムボス ブラック                  |               | 285gボトル缶             | 自動販売機専用の285mlPETの発売に伴い終売                                                                             |

| 商品名                          | 発売時期       | 備考 |
| ------------------------------- | -------------- | --- |
| ボスプレッソ                    |                | 2004年2月17日にコンビニエンスストアで先行発売した。                                                                                             |
| ボスプレッソ トリプルアロマ     | 2005年1月18日  | |
| ボスプレッソ イタリアン・アロマ | 2005年10月11日 | 数種類のコーヒー豆に加え、甘味料の一種であるソーマチンを隠し味として配合                                                                        |
| ボスチーノ                      | 2004年9月28日  | |
| カフェオレ 砂糖不使用           |                | サークルKとサンクスの合併記念商品として数量限定でサークルK・サンクス限定で発売された のちに一般販売版として「甘くないカフェオレ」が発売された。 |

### ホット専用商品
| 商品名                                       | 発売時期      | 備考                                                     |
| -------------------------------------------- | ------------- | -------------------------------------------------------- |
| ロイヤルホワイト [ラテ] ホットブレンド       | 2007年11月6日 | 冬季限定                                                 |
| ディープブラック＜ホットブレンド＞           | 2007年10月2日 | 冬季限定、「シルキーブラック＜ホットブレンド＞」へ継承。 |
| シルキーブラック＜ホットブレンド＞           | 2008年9月30日 | 冬季限定、「ホットシルキーブラック」へ継承。             |
| ホットシルキーブラック                       | 2009年9月22日 | 冬季限定、「シルキーブラック ホットブレンド」へ継承。    |
| 贅沢ミルクと生クリームのコクダブルカフェオレ |               | 2011年・2012年冬季限定                                   |
| シルキーブラック ホットブレンド              | 2008年9月30日 |                                                          |

### ペットボトル入り商品
| 商品名                               | 発売時期      | 容量       | 備考 |
| ------------------------------------ | ------------- | ---------- | --- |
| 350                                  | 2000年5月16日 | 350ml      | 初の350mlペットボトル製品。缶の250と中身は同じ                                                                      |
| ボトルブレンド（レギュラーブレンド） | 2001年2月6日  |            | |
| ボトルブレンド（マイルドブレンド）   | 2001年3月27日 |            | |
| ラテラテ                             | 2002年4月9日  | 備考欄参照 | 300mlペットに限り3月19日から1都10県先行発売 280g缶もあり カフェラテへ継承                                           |
| 朝のオレ                             | 2006年5月23日 | 500ml      | 2007年4月のリニューアルに際し「香る珈琲 朝のオレ」と改称。一旦終売後、2010年4月6日に280mlにリニューアルして再発売。 |
| キャラメルラテ                       | 2006年6月6日  | 280ml      | |
| ボスカフェ                           | 2008年4月29日 | 500ml      | とろけるカフェオレに継承                                                                                            |
| プレミアムホワイトラテ               | 備考欄参照    |            | ファミリーマートで2007年の限定発売を経て、2008年7月22日から全国発売                                                 |
| プレミアムモカラテ                   |               |            | ファミリーマート限定発売                                                                                            |
| ゼロスタイル                         |               |            | ファミリーマート限定発売                                                                                            |
| ゼロスタイル キャラメルラテ          |               |            | ファミリーマート限定発売                                                                                            |
| カフェラテ                           |               | 280g缶     | 200ml紙パックもあり）                                                                                               |
| とろけるカフェモカ                   | 2020年6月23日 | 500mlPET   | |
| デカフェ ブラック                    | 2016年6月28日 | 500mlPET   | カフェインレスタイプ、コーヒー入り清涼飲料規格、コンビニエンスストア・交通売店限定発売                              |
| スマートカフェ マイルドラテ          | 2016年9月13日 | 350mlPET   | コーヒー飲料規格、ファミリーマート・サークルK・サンクス限定                                                         |
| スマートカフェ ビタードリップ        | 2016年9月13日 | 350mlPET   | ファミリーマート・サークルK・サンクス限定                                                                           |

#### ボスカフェシリーズ
ローソン限定商品。
| 商品名                    | 発売時期       | 容量     | 備考         |
| ------------------------- | -------------- | -------- | ------------ |
| ボスカフェ ホワイトラテ   | 2013年11月12日 | 350mlPET |              |
| ボスカフェ ダークプレッソ | 2013年11月12日 | 350mlPET |              |
| ボスカフェ バナナラテ     | 2015年4月21日  | 350mlPET |              |
| ボスカフェ チョコミント   | 2015年7月21日  | 350mlPET | ローソン限定 |
| ボスカフェ イチゴラテ     | 2015年11月24日 | 350mlPET |              |

#### プレミアムボスシリーズ
| 商品名                                                     | 発売時期                  | 容量              | 備考                             |
| ---------------------------------------------------------- | ------------------------- | ----------------- | -------------------------------- |
| プレミアムボス ブラック                                    | 2020年2月11日（490mlPET） | 490mlPET→450mlPET | 285mlPET、390gボトル缶は継続発売 |
| プレミアムボス 微糖                                        | 2020年2月11日（490mlPET） | 490mlPET→450mlPET | 85g缶、260gボトル缶は継続発売    |
| プレミアムボス ラテ                                        | 2020年2月11日（490mlPET） | 490mlPET→450mlPET |                                  |
| プレミアムボス コーヒーハンターズセレクション 無糖         | 2019年5月29日             | 750mlPET          |                                  |
| プレミアムボス コーヒーハンターズセレクション 甘さひかえめ | 2019年5月29日             | 750mlPET          | 加糖ブラックタイプ               |

#### カフェ・ド・ボスシリーズ
カフェ・ド・ボスシリーズとは、ファミリーマート限定の280mlPETシリーズである。
| 商品名             | 発売時期       | 容量  | 備考 |
| ------------------ | -------------- | ----- | ---- |
| フレンチブラック   | 2020年3月31日  | 280ml |      |
| カフェ・クレーム   | 2020年3月31日  | 280ml |      |
| カフェ・カラメリゼ | 2020年3月31日  | 280ml |      |
| ショコラ・オ・レ   | 2020年11月10日 | 280ml |      |

#### ホット専用商品（ペットボトル）
| 商品名                                       | 発売時期                | 備考 |
| -------------------------------------------- | ----------------------- | --- |
| あったか〜い朝のオレ                         | 2006年 - 2010年冬季限定 | 朝のオレ ホットに継承。                                                                                      |
| 贅沢ミルクと生クリームのコクダブルカフェオレ | 2008年9月23日           | 冬季限定、2009年から2010年は「特製コクダブルカフェオレ」という名称で販売されていたが、のちに元の名前に戻す。 |
| 朝のオレ ホット                              |                         | |
| とろけるカフェオレ ホット                    | 2013年8月27日           | 280mlPET入り                                                                                                 |

### チルド製品
1000ml紙パックは雪印メグミルク扱い。
- 贅沢エスプレッソ仕立て（1000ml紙パック） - 贅沢アイスコーヒー 甘さひかえめへ継承。
- 贅沢アイスコーヒー 甘さひかえめ（1000ml紙パック） - 2013年4月2日発売。
- 贅沢アイスコーヒー 無糖（1000ml紙パック）- 2013年4月2日発売。
- レンジでとろけるホット ボス 特濃カフェラテ（180mlカップ） - 2015年11月10日に一都三県のコンビニエンスストアおよびで交通売店限定発売された[181]。姉妹品に「伊右衛門 贅沢抹茶ラテ」がある[181]。

### コーヒー以外の飲料製品
| 商品名                                                     | 発売時期      | 容量    | 備考 |
| ---------------------------------------------------------- | ------------- | ------- | --- |
| ブラックスパークリング                                     | 2013年6月4日  |         | ボスブランド初の無糖タイプのコーヒー入り炭酸飲料。サントリーとしては2012年7月に「エスプレッソソーダ」を発売した経緯があり、本品が実質的な後継製品であった          |
| ボストニック                                               | 2018年8月21日 | 190ml缶 | コーヒー由来のカフェインを配合した炭酸飲料 |
| アイアンボス                                               | 2020年3月17日 | 250ml缶 | カフェイン配合のエナジードリンク |
| ビストロボス 玉ねぎとビーフの旨み スパイシーコンソメスープ | 2018年9月18日 | 185g缶  | 自販機限定。 |
| エナジーミルク                                             |               |         | カフェイン入りの乳飲料。ニュースサイト「ロケットニュース24」の佐藤英典によると、パン・パシフィック・インターナショナルホールディングスの系列店限定品とされている。 |

## 広報
本製品の宣伝活動は、そのキャンペーン賞品やCMがかなり独特であり、うちクローズド懸賞では「ボスジャン」と呼ばれるジャンパーが良く知られている。
他業種または、既存のキャラクターとのコラボレーションCMが展開された例もあった。たとえば、2001年から2002年に展開された「BOSS HGコラボCF」シリーズは、様々な企業と組んで作られた。また、2022年に公開されたクラフトボスのWEBCMは、当時30周年を迎えたコンピュータゲーム『星のカービィ』とのコラボレーションであり、音楽配信サービスでもCMで使用された曲が配信された。

### キャンペーン賞品
キャンペーン時にプレゼントされる賞品（クローズド懸賞）として、過去に「ボスジャン」（ジャンパー）・「ボス漫」（漫画）・「ボス電」などが話題となった。
一方、発売当初より「BOSS」のロゴマークが、ドイツの高級アパレルメーカー「ヒューゴ・ボス」のものと酷似しているという指摘が多く、その後、1996年に、ノベルティグッズの一つである「ボスジャン」を巡って争いとなり、商標権侵害を理由に同社がサントリーを訴えた。後に、ロゴの脇にコーヒーであることがわかるような記載をすることなどを条件に和解した。
懸賞品として人気があるため、当時景品の運送を委託した会社の社員が盗み、実際に家に届かなかったり、懸賞応募として缶に貼られているシールが抜き取られたり、また、このシールや懸賞品がオークションで高値で取引されるなどしている。
他方、2001年に放送されたボスジャン・キャンペーンCMでは、会社の会議室で1人スーツの男性以外皆ボスジャン着ていて、翌日男性はボスジャンを着て会議室へ行くも男性以外皆スーツ姿、上司が「君は会社をバカにしているのか?」との内容に視聴者から「内容からしていじめを助長している」等のクレームがサントリーやJAROに寄せられ、これを受け以後ブラックユーモア内容のキャンペーンシリーズCMは製作されなくなった。
2011年8月16日から、主要購買層である30～40代をターゲットに、BOSSブランド各商品の販売促進を目的とした「BOSS 懐かしのヒット曲歌謡祭」キャンペーンを実施。6缶パック1箱に1980~90年代のJ-POPの8cmCDを1枚貼付して販売した。計4弾で合計30曲をユニバーサルミュージックが提供。

#### ボス電
携帯電話を賞品とした懸賞「ボス電」は、1999年の主力商品だった「ボス セブン」のキャンペーンとして考案された。同製品の缶が金色だったことに加え、iモードが話題になり始めたころだったことから、「働く男の相棒コーヒー」というコンセプトに相応しいということで携帯電話が選ばれた。本体が金色の携帯電話がなかったこともあり、大きな反響が得られたことから、以降のボス電のイメージカラーは金色となった。3回目となる「ボス電3」ではFOMAが採用された。ただし、ブランドイメージ保護の観点からボスおじさんのキャラ電を導入しない代わりに、メニュー画面をブランド製品にちなんだものにしたり、着信音にCMソングが収録されている。
| 名前     | ベース機種     | 当選本数 | 備考 | 脚注            |
| -------- | -------------- | -------- | --- | --------------- |
| ボス電1  | P501i          | 20000本  | ストラップも付属 | [ 189 ]         |
| ボス電2  | P209is         | 20000本  | 首かけストラップも付属 | [ 189 ]         |
| ボス電3  | P900i          | 10000本  | 「見つめあうボス電」や「ボス電FOMA」とも呼ばれている この時は、このボス電とセットにするはずの付属ストラップを別枠の懸賞として設けており、その当選本数は20000本とボス電自体より多かった。 | [ 189 ]         |
| ボス電4  | P901i          | 200本    | この時は、他にミニカーやジャンパーなども合わせて実施されており、ボス電だけの単体懸賞ではなかった。 また、シールにあるシリアル番号を70枚分集めて入力し、初めて挑戦できる代物であった。 当選本数自体も200本しかなかった為、キャンペーン終了後の入手は困難となり、ネットオークションでは20万円を超えた事がある。                                                      |                 |
| 超ボス電 | SoftBank 107SH | 10本     | ボス電としては初となるスマートフォンで、背面に20周年記念デザインの純金製メダルをあしらった特別仕様となっている。 また、当選者には1000万円相当のサービスを1年間限定で利用できる権利がプレゼントされる。 併せて、ソフトバンクモバイル（現・ソフトバンク）を通じて2,000台の数量限定でスマートフォンのみの「ボス電」の販売も行った（「ボス電」の一般販売は初である）。 | [ 190 ] [ 191 ] |

### CM
2006年より、サントリーがフォーミュラ・ニッポンに参戦するINGINGのメインスポンサーとなったことから、チーム名を“TEAM BOSS・INGING Formula Nippon”（2007年は“BOSS INGING”）とした。
BOSS×KEIBAキャンペーン関連商品第一弾「本命の一服」のキャンペーンCMでは、ジオラマで作られた競馬場にて様々な人たちが走る内容となっており、実在の競走馬の映像も用いられている。ナレーターとして、競馬の実況で知られる杉本清が起用された。
缶コーヒー市場が衰退しつつある2010年代後半には、ウェブCMを強化する方針を立てた。

#### CMのキャラクター
- BOSS
  - 矢沢永吉（1992年 - 1997年）

当時、テレビ出演すらほとんどなかった矢沢が、冴えないサラリーマンを演じたことで、大きな話題となった[12]。2017年、25周年記念製品「プライドオブボス」CMに楽曲『時間よ止まれ』を提供[注 15][194]。
  - 永瀬正敏、布袋寅泰（2001年）

内容については、#BOSS HGコラボCF シリーズを参照
  - 豊川悦司、浜崎あゆみ（2002年）
  - CREATIVE OFFICE CUE所属タレント一同（鈴井貴之、TEAM NACSほか、北海道のみ）
  - 矢作兼（2006年9月 - ・Begin!のみ）
- BOSSレインボーマウンテン
  - 中居正広「Good job・みんなで光を・反射篇」、「秘宝を探せ・黄金ジャン篇（アニマル浜口共演）」「Good job・企画会議・男はつらいよ篇」（2004年11月 - 2005年6月）
  - 草彅剛「Good job・みんなで水撒き・RAINBOW篇」、「秘宝を探せ・黄金ジャン篇（アニマル浜口共演）」、Good job・企画書やり直し・鎌田行進曲 階段落ち篇」（2004年9月 - 2005年3月）
  - タモリ、石原さとみ（2005年10月 - 2006年）
  - トミー・リー・ジョーンズ（2006年4月 - 出演中）
共演者・内容については、#宇宙人ジョーンズの地球調査シリーズを参照。
- BOSSワールド・エクゼクティブ・ブレンド
  - ミルコ・クロコップ（2005年）
- BOSS 仕事中、休憩中
  - 中居正広「休憩中・REGATTA篇」、草彅剛「仕事中・BASKETBALL篇」（2004年4月）
- BOSS7（ボス・セブン）
  - ビル・クリントンのそっくりさん（ジェリー・ヒバント[195]）、伊藤正之[196]（1998年9月 - 11月）
  - アーネスト・ホースト、佐竹雅昭、宝井誠明[196]（1998年11月 - 12月）
  - 貴乃花光司、八嶋智人（1998年1月 - 3月）
  - L'Arc〜en〜Ciel、田邊年秋（1999年4月 - 7月）
  - 神田うの、佐川大輔（役名は「佐川信之介」[197]）（1999年9月 - 11月）
  - 小林幸子、志賀廣太郎（1999年11月 - 12月31日）
  - 香取慎吾、マンブルゴッチ（2000年3月 - 5月）
- BOSS BLACK（ボス・ブラック）
  - 町田康（1999年）[198]
  - ØKI（THE STREET BEATS）（2009年4月 - ）ナレーション
- キャンペーンCM

1999年から2001年にわたり、津田寛治が主演を務めるキャンペーン広告が展開された。津田は興味本位でオーディションを受けたところ、その場に居合わせた監督の関口現やプランナーの多田琢のセンスに衝撃を受け、一緒に仕事をしたいと思うようになったと後年振り返っており、CMというより映画を作る感覚だったと述懐している。また、オーディションの後なかなか合否通知が来ず、あきらめかけていた時に通ったという通知が届き、これでまた頑張れると思ったと津田は振り返っている。
共演者は以下の通り。
| 共演者               | 放送時期        | 題材                      | 備考 | 脚注 |
| -------------------- | --------------- | ------------------------- | ---- | ---- |
| 並木史朗             | 1999年、2000年  | ボス電=携帯電話           |      |      |
| 國村隼               | 1999年 - 2000年 | ボスジャン=ジャンパー     |      |      |
| 佐藤允               | 2000年          | ボス歌=ヘッドホンステレオ |      |      |
| あおい輝彦、細川俊之 | 2001年          | ボス漫=漫画               |      |      |

- BOSS贅沢微糖
  - 伊藤淳史（2007年9月 - 2010年12月）
以下は伊藤との共演者
    - 遠藤章造、デビット伊東、川藤幸三、武藤敬司、杉本彩（2007年9月 - ）
    - モロ師岡、デヴィ・スカルノ、グラビアアイドル=山崎真実 他（2008年9月 - ）
    - 桑田真澄、上野由岐子（2009年2月 - ）
    - エリック・ワイナイナ、宗茂、増田明美、小出義雄、末續慎吾、為末大、猫ひろし（2009年6月 - ）
    - 橘秀雪（日本最後の三助）、北島三郎（2009年9月 - ）
    - おニャン子クラブ元メンバー11人=新田恵利、国生さゆり、立見里歌、城之内早苗、白石麻子、横田睦美、渡辺美奈代、布川智子、生稲晃子、杉浦美雪、宮野久美子（2010年1月 - ）
    - チーム青森=本橋麻里、目黒萌絵、石崎琴美、山浦麻葉、近江谷杏菜（2010年5月 - ）
    - 山田隆夫、はしのえみ、ヨネスケ、ギャル曽根、松本あゆ美、山岸舞彩、高樹千佳子（2010年9月 - ）
    - 桃井かおり（2010年11月 - ）

このCMには、「刑事コロンボ」シリーズのテーマ曲「ミステリー・ムーヴィーのテーマ」（ヘンリー・マンシーニ作曲、フィルム・スタジオ・オーケストラ演奏）が用いられている。
  - 大森南朋（2011年2月 - 出演中）
以下は大森との共演者
    - テリー伊藤、カンニング竹山（2011年2月 - ）
    - 田村淳、やくみつる、くまだまさし、レイザーラモンHG（2011年2月 - ）
    - 橋本愛（2012年4月 - 出演中）
    - 小深山菜美（2012年4月 - ）
    - 菜々緒（2013年2月 - ）
    - 西島秀俊（2013年5月 - ）
    - 鈴木奈々（2014年2月 - ）

2011年2月のCMには映画「フォー・ルームス」のテーマ曲「VERTIGOGO（ヴァーティゴーゴー）」（コンバスティブル・エディソン演奏）が、2011年8月以降のCMには映画「男と女」のテーマ曲（フランシス・レイ作曲）が、それぞれ用いられている。また2013年5月から放送のCMは「BOSS黒の微糖」の宣伝も兼ねている。
- BOSS食後の余韻
  - 北大路欣也（2009年3月 - ）

以下は共演者
  - 中村敦夫、吹越満（2009年3月 - ）
  - 上川隆也、佐藤B作、佐藤蛾次郎（2009年11月 - ）

このCMには、映画『ひまわり』テーマ曲（ヘンリー・マンシーニ作曲）が用いられている[200]。
- BOSSシルキーブラック
出演者は全員、「シルキーブラックオーケストラ」という楽団の一員という設定。
  - 吉川晃司、マギー司郎、スチャダラパー、笠浩二（C-C-B）、ピエール瀧、桐島かれん、小林克也、コンドルズ（近藤良平・鎌倉道彦・藤田善宏）、仲本工事、山根良顕（アンガールズ）、ムッシュかまやつ、板尾創路、永瀬正敏（2009年5月 - ）

吉川と笠はかつてアサヒ飲料の『WONDA ショット & ショット』のCMにそれぞれ出演していた。
  - 松田聖子（2010年4月 - ）

『シルキー歌姫（ディーバ）編』では笠、小林、コンドルズ、山根、板尾と共演[201]。
『ペンギン回想編』（2010年10月 - ）ではマギー、スチャダラパー、ピエール、桐島、仲本と共演。また「サントリーCANビール」のCMキャラクターだったパピプペンギンズが当時のアニメーションで登場している[202]。
  - エマ・バーンズ（2011年5月 - ）

『星に願いを編』では松田、桐島、小林、コンドルズ鎌倉・藤田、かまやつ、板尾と共演。
『Smile編』（2011年10月 - ）では松田、マギー、ピエール、桐島、コンドルズ近藤、仲本、板尾と共演。
  - 辻井伸行（2012年5月 - ）

『ゴールドシルキーピアニスト編』で松田、スチャダラパー、桐島、仲本、板尾と共演。
  - CMナレーションは一貫して永瀬が担当している。
- BOSSファーストクラス
  - 大地真央、西川史子、佐々木希（2009年9月 - ）
- BOSS大人の流儀
  - 北大路欣也、加藤剛、加藤茶、松坂慶子（2010年3月 - ）
- BOSSシンプルスタイル
  - 山﨑努、松山ケンイチ、モロ師岡（2010年9月 - ）
- BOSSハーフ&ハーフ
  - 中村獅童、松田翔太（2011年3月 - ）
- BOSSゼロの頂点
  - 松本幸四郎、松たか子（2011年8月 - ）

以下は共演者
  - コシノジュンコ（2012年2月 - ）
- BOSS超
  - 北大路欣也、樋口可南子（2012年8月 - ）

以下は共演者
  - 若尾文子（2013年2月 - ）

『20年かかって編』（2012年8月 - ）
北大路と樋口の出演（樋口は料亭「ひぐち」の女将、北大路は政治家でその料亭の常連客という設定）や、女将が「あのお父様」と発言したりCMに何故か犬[注 16]が登場したりするなど、ソフトバンクモバイルの白戸家を連想させる内容となっている。
『金時計編』（2013年2月 - ）
若尾が北大路の母親役で登場。なお2人は白戸家のCMでも親子という設定で共演している。
- BOSSグランアロマ〜香るボス〜
  - SMAP（2013年8月 - ）

SMAPメンバーも含めてCMに出てくる登場人物の鼻が高くなっている[注 17]。BGMは『世界に一つだけの花』で、ナレーションは草彅剛が行っている。
『ティザー編』（2013年8月 - ）
このCMではメンバー5人がコーヒーを飲むシルエットのみとなっている。
『開発編』（2013年8月 - ）
このCMでシルエットの正体がSMAPであることがわかるようになる。
『花屋編』（2013年8月 - ）
街中の小さな花屋が舞台。香取慎吾にのみ鼻の上に小鳥が止まっている。
- ボス グリーン
  - 片岡愛之助、大森南朋、大久保佳代子（2014年1月 - ）

『毎日の習慣編』『毎日の習慣・昼篇』『毎日の習慣・夜篇』（2014年1月21日 - ）
総合病院が舞台。愛之助はカリスマ院長役、大久保は院長に付き従う婦長役を演じる[203]。大森は入院患者役で登場（大森出演以降の「贅沢微糖」のCMと世界観が共通している）。
バックに流れている曲は「白い巨塔（1978年版）」のテーマ曲（作曲：渡辺岳夫）。
  - 要潤、福井謙二、増田明美（2014年10月1日 - ）

『卓球のカットマン編』（2014年10月1日 - ）
要は卓球選手（カットマン）役、福井は実況アナウンサー役、増田は解説者役。
- プライドオブボス
  - 竹原ピストル、松重豊(『ボスジャンの先輩』篇)、内野聖陽(『25年間』篇)

『ボスジャンの先輩』篇（2017年9月5日 - ）
建設工事現場が舞台。工事現場作業員の先輩・後輩という設定
『25年間』篇（2017年9月5日 - ）
ある代議士と秘書との出会いから25年間を描く。代議士と秘書という設定
- カフェ・ド・ボス
  - 立川談春、岡崎体育[注 18]、トミー・リー・ジョーンズ（内容については、#宇宙人ジョーンズの地球調査シリーズを参照。）（老舗篇・いいサボり・ペン回し篇・変ワリ身ノ術篇）

老舗篇、いいサボり・ペン回し篇・変ワリ身ノ術篇（WEB限定）（2019年9月3日 - ）
代々続いている和菓子店が舞台。立川談春は和菓子店の店主、岡崎体育は店主の息子という設定。
岡崎体育×BOSS「サボレボリューション」篇（WEB限定）
会社を舞台にいろいろな「さぼる」方法で休んでリフレッシュすることが描かれている。

### BOSS HGコラボCF シリーズ
2001年から2002年にかけて放送されたCMのシリーズ。主演は永瀬正敏・布袋寅泰の2人。さまざまな業種のCMとのコラボレーションが話題となった。
| エピソード | テーマ            | あらすじ | 脚注    |
| ---------- | ----------------- | --- | ------- |
| episode-0  | BOSS×what?        | |         |
| episode 1  |                   | 営業マン（演：永瀬正敏）は外回り中に自販機で「ボスHG」を買って休憩する。 そこへ謎の男（演：松尾スズキ）が現れ、営業マンに黒い鞄を託した後倒れてしまう。さらに鞄を狙っていると思しき黒ずくめの男（演：布袋寅泰）が現れ、営業マンを追い回す。 |         |
| episode-2  | BOSSジャン        | 営業マンは雪山に来てしまう。 |         |
| episode-3  | BOSS×Chemistry    | |         |
| episode-4  | BOSS×Chemistry    | |         |
| episode-5  | BOSS×Chemistry    | |         |
| episode-6  | BOSS×スカパー     | 追跡が続く中、巨人が現れ、2人はどこかに移されてしまう。その先には、中居正広がスカパー!を楽しんでいた |         |
| episode-7  | BOSS×スカパー     | |         |
| episode-8  | BOSS×au           | なぜか営業マンは宇宙空間で迷子になっていた。何とか地球に帰還した後、黒ずくめの男とのーチェイスが展開される。 |         |
| episode‐9  | BOSS×au           | 激しいカーチェイスと思われたのは、遊園地のゴーカートだった。 ゴーカートを脱出した営業マンは遊園地の出口をめざす。一方、黒ずくめの男は『秘密戦隊ゴレンジャー』のヒーローショーに来てしまう。                                                 | [ 204 ] |
| episode‐10 | BOSS×au           | 営業マンが出口に向かっていたところ、園内放送でアナウンスで黒ずくめの男について言及がなされる。 迷子センターで子どもに遊ばれているのをみた営業マンは安心して「ボス HG」を飲む。                                                              |         |
| episode-11 | BOSS×富士フイルム | 富士フィルムの店員が綾小路さゆり（演：樹木希林）に商品を勧めていたところ、営業マンと黒づくめの男が現れる。 |         |
| episode-12 | BOSS×富士フイルム | |         |
| episode-13 | BOSSテレビ        | 営業マンが廃工場に逃げ込んだ際、そこにあったテレビの画面に黒づくめの男が映し出される |         |
| episode-14 | 銀のBOSS          | 営業マンは黒づくめの男に捕まえられる。その際、営業マンは謎の場所に沈んだ後、銀色になった姿で再び現れる。 |         |
| episode-15 | BOSS×ANA          | 上海旅行を楽しんでいた旅行者（演：稲垣吾郎）の前に、銀色の営業マンが現れる | [ 205 ] |
| episode-16 | BOSS×ANA          | 黒づくめの男のアジトから逃げてきた営業マンは旅行者に鞄を託す。そこへ黒づくめの男が飛んできて、旅行者はその場を去る。旅行者と別れた営業マンは飛行機に乗る。                                                                                  | [ 205 ] |

### 宇宙人ジョーンズの地球調査シリーズ

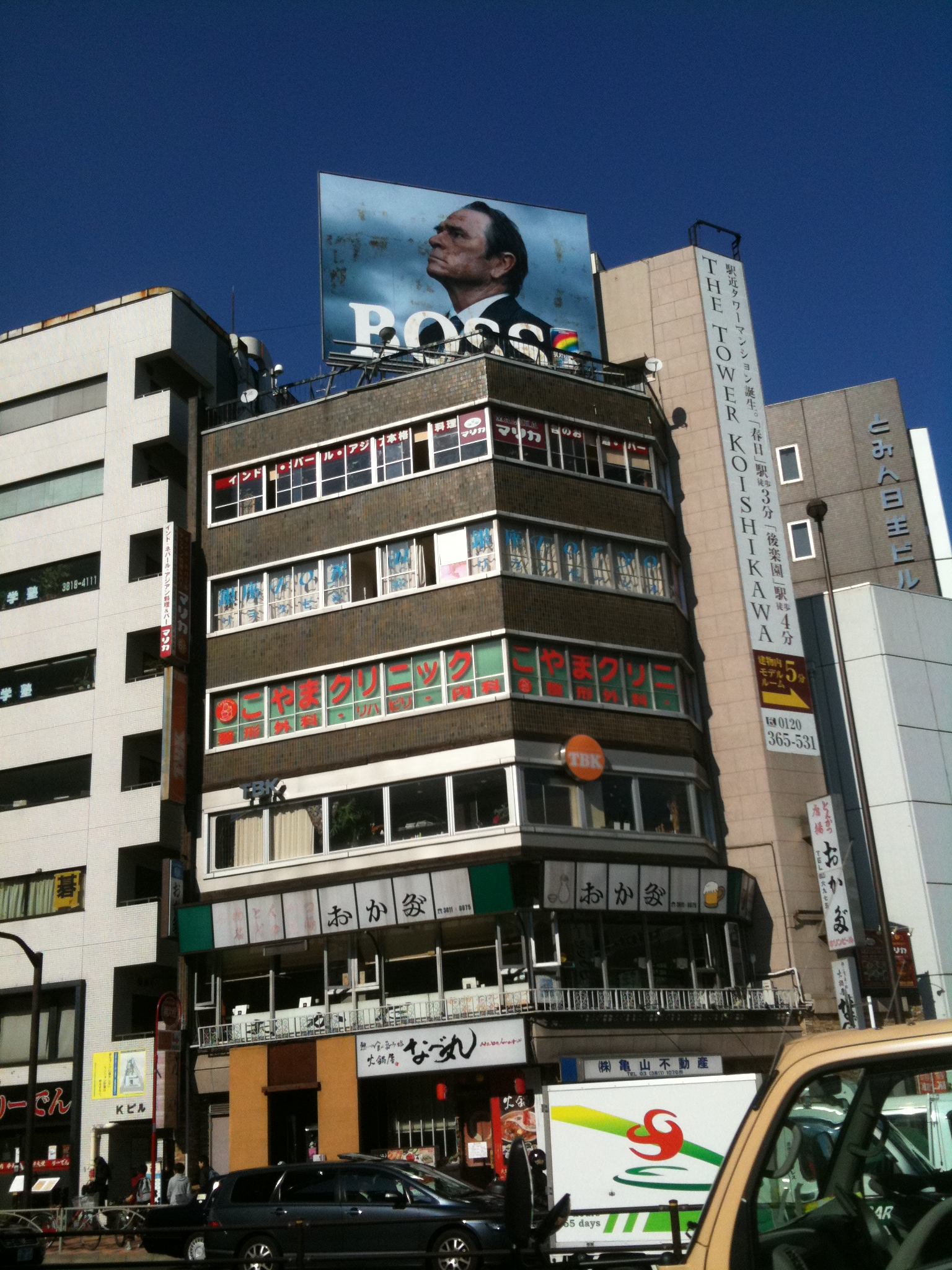
トミー・リー・ジョーンズの広告

2006年4月から放送されている長期シリーズ。宇宙人ジョーンズが地球人に化け、様々な職場に潜り込んで地球の潜入調査を行うというコンセプト。大の親日家として知られるハリウッド俳優のトミー・リー・ジョーンズが主演を務める。「地球」とは言いながらもほとんどの舞台は日本であり、CM中における「地球（人）」の概念を「日本（人）」に置き換えると、放映時点の日本の世情を風刺する内容となるように作られている。
キャッチコピーは「このろくでもない、すばらしき世界。」。
『地上の星篇』から『刑事篇』までが、全日本シーエム放送連盟が主催する『CMフェスティバル』において2009年度の総務大臣賞／ACCグランプリ（最高賞）を受賞した。
ラジオCM版も2008年4月よりミニラジオドラマ仕立ての構成で、刑事やタクシー運転手など様々な職業に扮したジョーンズの地球の潜入調査シリーズを放送開始。ラジオ放送であるため、台詞は全て吹き替えをジョーンズ役の谷口節（2013年以降は菅生隆之）が発しており、トミー・リー・ジョーンズ本人は出演しない。
ラジオCM版はテレビCM版とは別のストーリー扱いであり、テレビCM版と類似した舞台であっても共演者は原則出演しない。基本的にジョーンズの他、登場キャラクターを全て声優陣で演じる音声のみの構成であるため、TVCM版よりも新作の製作ペースが早くバリエーションが多い。谷口の没後は菅生がジョーンズ役を引き継ぎ現在もシリーズは継続中である。
原則「レインボーマウンテンブレンド」のCMだが、一時期発売された「Begin!」や「W.E.B. 微糖」のCMも宇宙人ジョーンズシリーズに含まれていた。また近年は「ボス ブラック」「ボス シルキーブラック」「プレミアムボス」「クラフトボス」のCMも宇宙人ジョーンズシリーズに含まれており、さらにジョーンズがサントリーに入社して社内を調査する内容の同社の企業CMも2014年8月より開始している。

#### 制作（ジョーンズ）
従来ボスには「男らしくてカッコいい」一方、頑固でとっつきにくいというブランドイメージがあったものの、2000年代以降になると様々な場面で缶コーヒーが飲まれるようになり、ブランドイメージに合わなくなってきた。「働く人の相棒」というコンセプトを守るため、「宇宙人ジョーンズの地球調査シリーズ」が誕生した。相手を見守り気遣うイメージから黙っていても存在感のある演者が必要だったため、映画『メン・イン・ブラック』のウィル・スミスの初代相棒役であるトミー・リー・ジョーンズが起用された。もうひとつの理由としては、宇宙人という設定上、日本人よりも外国人の方が日本文化を客観視できることが挙げられた。
「働く人の相棒」というブランドコンセプトの通り、CMの内容は時代に沿ったものとなっている。2010年に放送された「2つのタワー編」では、古くから存在する東京タワーと当時建設中だった東京スカイツリーを重ねた内容であり、どちらの価値観も重要であるというメッセージが込められた。同様のテーマは2011年に放送された「とある老人編」でも組み込まれており、リーマン・ショックの不景気から抜け出せずにいたところに東日本大震災が発生して世の中が暗くなってしまったことが背景にある。一方、コロナウイルスの流行下にあった2020年に放送された「農場編」は、役所広司が演じる一見頑固そうな農家が実は時代の変化に柔軟に対応していたという内容であり、「2つのタワー編」とは対照的だという声も寄せられた。これについてサントリー側は時代の変化に取り残されそうな人がいたとしつつも、ベテランの一声で新しいものを取り入れるのもよいと思えるところが面白いと答えており、先の見えないコロナ禍で確固たる考えにとらわれすぎないことをどう心地よく伝えるべきかという考えがあったと語っている。同じ年には過去のシリーズを再編した「宇宙人ジョーンズ・宇宙人からのアドバイスが公開された。

#### 登場人物（ジョーンズ）

##### 宇宙人
全員、地球を調査している宇宙人という設定で登場している。
宇宙人ジョーンズ（演：トミー・リー・ジョーンズ/吹き替え：谷口節〈初登場〜『ネット』篇〉/菅生隆之〈『大相撲』篇〜〉）
主人公。『登場篇』によると、人間に化けるにあたり、映画を観てトミー・リー・ジョーンズに扮したとのこと。『一乗谷篇』で一瞬正体（タコ型宇宙人）を現した事がある。
『人類史篇』でマンモスなどがいた太古より、地球調査を行っていたことが明かされている。様々な職につき、地球を調査し続けている（職歴については、#各話リストを参照）。
台詞はほとんど吹き替えによるボイスオーバーのみで、大概が「この惑星では」や「この惑星の住人は」という言葉から始まる。ジョーンズ自身の声としては『ディスカウントストア篇』で店員に扮し「イチキュッパ!」と連呼したのが最初。その後も『2つのタワー篇』エレベーター案内係役での「ウエヘマイリマス」、『地上の星篇』作業員役での「ハッパ!（発破）」、『教師篇』での「オハヨウゴザイマス」「ハイ!」「コエガチイサイ」と、だんだん台詞が多くなってきている。ジョーンズの出演シーンはほとんどが別撮りで、後から合成したものである。
また吹替を担当している菅生隆之も『聞きおぼえのある声の旅人篇』に本人役で出演。しかもこの回では宇宙人ジョーンズは登場せず、菅生がジョーンズの立ち位置を担っている。
宇宙人デーブ（演：デーブ・スペクター）
『帰還篇』に登場。ジョーンズと共に惑星に帰還する宇宙人。
宇宙人ゆうこりん（演：小倉優子）
『帰還篇』に登場。ジョーンズと共に惑星に帰還する宇宙人。
宇宙人カセーフ（演：市原悦子）
『タクシー（カセーフ）篇』に登場。ジョーンズが運転するタクシーの乗客として出演。
宇宙人ガッツ（演：ガッツ石松）
『タクシー（ガッツ）篇』に登場。ジョーンズが運転するタクシーの乗客として出演。
なお、ガッツはこのCMシリーズとコラボした白戸家でも地球調査をしている宇宙人として出演したことがある。
宇宙人おじいさん（演：大滝秀治）
『とある老人篇』に登場。ジョーンズが運転するタクシーの乗客として出演。
宇宙人ブラック（演：山﨑努）
『黒スーツの男篇』に登場。ジョーンズの同僚。地球に愛想を尽かした皮肉屋であり、ジョーンズに地球を滅亡させる潮時を問うが断られ、カラスに変身して飛び去る。
宇宙人ブラックレディー（演：マツコ・デラックス〈本体〉、夏目三久〈変身後〉）
『黒ドレスの女篇』に登場。ジョーンズの同僚。パーティーに夏目の姿でゲストとして出演し、正体を現すとマツコの姿になる。
ジョーンズと異なり、相手を外見でしか判断できない地球人に嫌気がさしている。それを発散するため、パーティーのウェイターとして働いていたジョーンズへ浮き輪を投げる。その後、ジョーンズの前で正体を現し、「もういいんじゃないの、こんな惑星」と問いかける。
なお、マツコから夏目に戻る際、変身するのがかなり窮屈であることをぼやいている。
ちなみにこの設定はテレビ朝日系の『マツコ&有吉の怒り新党』から生まれた。
宇宙人アシダ（演：芦田愛菜）
『休みとは篇』『海女篇』に登場。調査員監視係。ストレスが溜まっているジョーンズにハワイでの休暇を勧める。
ジョーンズによく似た宇宙人
CRAFT BOSS WEB動画限定CM『新しい風 リスペクト編』に登場。
宇宙大統領みゆき（演：中島みゆき）
『禁じられた惑星篇』に登場。ジョーンズを地球に派遣した存在。
宇宙人ヒラテ（演：平手友梨奈）
『町おこし篇』に登場。ジョーンズの同僚。

##### 本人役
芸能人としてではなく、前職の立場で出演することも多い。
八代亜紀
『カラオケボックス』篇において、背景のテレビ画面に映る形で出演。
城咲仁
『ホストクラブ篇』で登場。カリスマホスト。
ディープインパクト
『牧場篇』で登場。
牧野晴歌
『牧場篇』で登場。
上島竜兵・広川ひかる夫妻
『空港篇』で登場。空港の金属探知機で遊んでいて、ジョーンズに叱られた子供の両親。
北野誠
『秋葉原篇』で登場。テレビ取材をするレポーター。
桜川ひめこ
『秋葉原篇』で登場。路上でライブをするコスプレイヤー（地下アイドル）。
葉月あこ
『秋葉原篇』で登場。ジョーンズにオムライスを食べさせるメイド。
阿藤快
『温泉篇』で登場。温泉旅館の旅行客。従業員に扮装したジョーンズと、卓球をする。
渡辺裕之
『時代劇篇』で登場。時代劇の主人公を務める俳優。
福本清三
『時代劇篇』で登場。時代劇のエキストラ（斬られ役）。ジョーンズに励ましの言葉をかける。
山崎武司
『桜篇』で登場。ジョーンズが働く神社に参拝する。
魁皇
『桜篇』で登場。ジョーンズが働く神社に参拝する。
内藤大助
『桜篇』で登場。ジョーンズが働く神社に参拝する。
宮川俊二
『知事篇』で登場。知事に就任したジョーンズに関する報道を行うキャスター。
谷花音
『子役篇』で登場。ジョーンズがマネージャーを担当している子役。
渡邉このみ
『子役篇』で登場。テレビの取材映像を見た花音は「負けたくない」とライバル視していた。
遠山景織子
『子役篇』で登場。花音が出演していた時代劇で花音の母親役を演じていた。
猫ひろし
『別れ篇』で登場。俗世間の喧騒に嫌気が差してジョーンズと共に山小屋でひっそりと暮らしていた。白戸家のお父さんがジョーンズを連れ戻そうとしていることに賛同した途端、ジョーンズによって猫に変えられてしまう。
矢追純一、大槻義彦
『ネット特別篇』で登場。『激論!!2013』と題されたテレビ番組で激論を繰り広げる。大槻の「捕まえて連れてくればいいんだよ、ここに」という言葉がきっかけで、ジョーンズ捕獲という流れになった。
高見盛精彦、武州山隆士
『大相撲篇』で登場。武州山（小野川親方）は高見盛（振分親方）の対戦相手。
SMAP
『コンサート出会い篇』、『コンサート篇』、『コンビニ篇』、『マンション篇』で登場。
『コンサート出会い篇』では、警備の合間に踊っているジョーンズを見て「上手い」と感心する。
『コンサート篇』では、疲れた香取がジョーンズにアンコールの代役を任せると、会場は大いに盛り上がった。コンサート終了後、木村が「キレッキレでしたね」といい、ジョーンズに向かって敬礼をする。
『コンビニ篇』では、5人全員が魚肉ソーセージを購入しており、魚肉ソーセージのような定番な存在になりたいと語っている。
『マンション篇』では、歌番組中、中居のソロで「夜空ノムコウ」を歌っていたが、そのテレビを見ていた管理人（風間杜夫）に「たいしてうまくもないのに頑張るよな」と評された。
キンタロー。
『コンビニ篇』で登場。友達と一緒にコンビニを訪れ、新しく出た話題のお菓子の話をしている。
スギちゃん
『コンビニ篇』で登場。最近まであったお気に入りのプリンを探している。
北島三郎
『コンビニ篇』、『北海道新幹線篇』で登場。
『コンビニ篇』では、魚肉ソーセージを購入したSMAPを見て、アメリカンドッグを片手に「あいつらまだまだだな」と貫禄を見せる。
『北海道新幹線篇』では、青函トンネルの建設に係った元鉄道作業員として登場。「函館の女」を口ずさみながら、「命がけでトンネル掘った甲斐があったな。」と呟きつつジョーンズらが作業する青函トンネル北海道側付近の除雪現場に立ち寄る。他の作業員が「また来てるよ、あのおやっさん」と話していることからよく来るようだ。その後、青函トンネルを抜けて来た北海道新幹線が通過するのが見ると「来た！」と万感の思いで敬礼をして見送った。
入来祐作
『用具係篇』で登場。元プロ野球選手、横浜DeNAベイスターズ用具係（当時）。スパイクの靴紐を新しいものに付け替えてあげた若手選手（菅谷哲也）から初勝利のウイニングボールをプレゼントされる。
タモリ
『プレミアムな出会い篇』、『テレビ局篇』、『プレミアム対談篇』、『テレビと若者篇』、『プレミアム鉄道篇』、『プレミアム京都篇』、『プレミアム城跡篇』、『プレミアムお祭り篇』、『プレミアムTOKYO篇』、『プレミアム熊本篇』で登場。バラエティ番組の司会者。
『プレミアムな出会い篇』および『テレビ局篇』では花屋で働くジョーンズが花を納品しに来たテレビ局のスタジオにて遭遇。誰もいない客席から「出てくれるかな?」とジョーンズに声をかける。
『プレミアム対談 A篇』及び『プレミアム対談 B篇』では、かつてタモリが司会を務めた「森田一義アワー 笑っていいとも!」の名物コーナー「テレフォンショッキング」とよく似た番組にジョーンズがゲストとして登場。本家と同様に「髪切った？」とジョーンズに尋ねたり、ジョーンズのリクエストでイグアナの物まねを披露した。コーナー終了後にジョーンズは「イグアナ、お疲れ」と言われ、プレミアムボスを渡された。
『テレビと若者篇』では、ハイヤーに乗って現れ、「この惑星の住人は、本当にテレビが嫌いなのだろうか」というジョーンズの調査報告に対して「まあ、どっちでもいいけどな」と返した。『プレミアム鉄道篇』では、豪華列車の乗客として登場。ダイニングカーで食事をしている女性（松雪泰子）に「よろしければご一緒にどうですか？」と声をかけるものの、女性は「曲がってますよ」とタモリのネクタイを整えた後、立ち去られてしまう。その後、ラウンジカーでは一緒に旅をする友人たち（山田五郎、みうらじゅん）の前で産まれたての仔馬の物まねを披露して、爆笑の渦に巻き込むなど友人たちとの会話を楽しんでいた。その後ジョーンズの計らいで、列車が花火が上がる夜空を飛ぶと「すごいね、アンタ」と感嘆し、ジョーンズと一緒にプレミアムボス ブラックを飲む。そして、列車が終着駅に近づくと「もうすぐ終点かな」と寂しげな表情を見せるが、「まだチョットあります」とジョーンズから意味深な言葉を返された。
『プレミアム京都篇』では京都を散策。清水寺から茶わん坂を上り東福寺へ向かい、通天橋で一人紅葉を楽しむ女性（松雪泰子）に「京都は好きですか？」と尋ねると「大好きです」と返されると「確かに紅葉は綺麗だ」と言っている間に違う女性（山村紅葉）に入れ替わり、入れ替わった女性に気に入られてしまう。三年坂を下り、先斗町で「この路地は通り抜けできまへん」の看板に京都らしさを感じていると路地を通り抜けられたことで喜ぶ男性（篠原信一）に遭遇する。その後龍安寺の石庭を見て「これはわかんないね…。ま、わかったらつまんないか…。」と呟くとジョーンズによって大量の紅葉が降り注ぎ、「これはいいねぇ」と感嘆し、ジョーンズと一緒にプレミアムボス 微糖を飲む。最後は祇園にて、「また来てもいいかな？」と問うと舞妓とジョーンズに「おこしやす」と返される。
『プレミアム城跡篇』では竹田城跡を訪れる。城跡の石積みを見て「これは野面積み？」とジョーンズに質問したり、「敵を防ぐためとはいえ、すごい石段だね」とジョーンズに話しかけながら懸命に石段を登るが、ジョーンズに「コチラデス」とどんどん先を進まれてしまう。そして雲海広がる天守閣跡に着くと「おぉこりゃ絶景だね。いやー、こんなとこあったんだ。」と歓声を上げると「つい最近なんですよ、知られるようになったの。ずっとここにあったのに。」と女性カメラマン（満島ひかり）に話しかけられる。「あなたは？」と女性カメラマンに話しかけるが、雲海から手招きするジョーンズに女性カメラマンと共に恐る恐る雲海へと降りて進む。すると雲が濃くなり、いつの間にかジョーンズは戦国武将に女性カメラマンは女武者に変わっていたことに驚く。法螺貝が鳴る中ジョーンズが指す軍配の先を見ると、雲に浮かぶ戦国時代の竹田城が見え、「夢見てんのかね。」と呟く。その後、ジョーンズと女性カメラマンと共にプレミアムボス ラテを飲む。最後は「またお会いできますか？」と質問するが、女性カメラマンよりも先に「スケジュールパンパンです」と答えるジョーンズに「あんたじゃないんだけど」と呟きながらツッコミを入れた。
『プレミアム祭り篇』ではお祭りを散策。お祭り屋台の賑わいに「人多いねぇ」とつぶやく。すると、たい焼き屋台を営んでるジョーンズを見つけて「またアンタか」と嘆きながら、たい焼きを買い食べながら散策。その後、「こっちこっち」と手を振りながら呼びかける浴衣姿の美女（石田ゆり子）を見つけ、手を振るも別の男性に対してであったため、「違った」と苦笑いする。その後、喧嘩神輿を見ていたところ、法被を着たジョーンズに呼びかけられ、法被を着て神輿の上で踊る大工方（だいくがた）となって参加する。その後、ジョーンズと共にプレミアムボス　リミテッドを飲む。最後に再び手を振る浴衣姿の美女を見つけるが、ジョーンズに対してであったことに「アンタかい」とツッコミを入れる。
『プレミアムTOKYO篇』では、水上タクシーで東京の隅田川を散策。日本橋でジョーンズが運転する水上タクシーを見つけると、「またアンタかい」と呟きながら乗船。その後、愛用のカメラ片手に水上タクシーで遊覧しながら「東京って川多いんだな」と呟いていると、一緒に乗船していた女性ジャーナリスト（貫地谷しほり）に東京の川について説明される。その後、ジョーンズの「開けゴマ!」の一言で勝鬨橋が跳開すると「開けちゃったよ、勝鬨橋」と女性ジャーナリストと共に驚く。その後、レインボーブリッジ付近で見る東京の夕日に「東京じゃないみたいだ」と感嘆する。最後にジョーンズと女性ジャーナリストと共にプレミアムボス ザ・マイルドを飲む。
『プレミアム熊本篇』では、熊本地震による被害を修復中の熊本城をくまモンと訪れた際、そこを築城した加藤清正の事を考えていると、作業員のジョーンズの力により戦国時代にタイムスリップして忍者の姿に扮し、天井裏から熊本城の建築構想中の清正を覗き見る。くまモンがうっかり天上に穴を開けると、清正に曲者と思われて槍を天井に突き刺される。その後現代に戻り、「この城が復活しないと、アンタも元気出ないよね」とくまモンに語りかけた後、ジョーンズ・くまモンと3人でプレミアムボスを飲む。最後は熊本城下の土産物店で、「それにしても、くまモンだらけだねぇ」と感想を述べる。
『関が原篇』では徳川家康を演じている。
『忠臣蔵篇』では吉良上野介を演じている。
『平成特別篇』では、渋谷の交差点を歩くジョーンズにビルの壁に設置されたディスプレイから「まだ調査を続けるの、あんたもしつこいね。」と語りかける。
坂上忍
『テレビ局篇』で登場。マネージャーを怒鳴る売れっ子タレント。ジョーンズが局内のモニターで坂上が出演している生放送番組を視聴する場面がある。
武井壮
『テレビ局篇』で登場。ジョーンズが局内のエレベーターで遭遇。ジョーンズに「俺、百獣の王なんですけど」と話しかける。
鈴木おさむ
『テレビ局篇』で登場。放送作家。会議室でスタッフ達と「斬新なやつないかな」と発破をかける。
マツコ・デラックス
『テレビ局篇』で登場。楽屋の前でプロデューサーがマツコに謝っている光景を見つめるジョーンズに「何よ」と話しかける。
ダダ
『プレミアム対談 A篇』で登場。「ウルトラマン」に登場した宇宙人。タモリの番組に出演したジョーンズのお友達として登場。タモリの「（ジョーンズの）友達なんだ？」という質問に頷いていた。
Pepper
『Pepper(職場)篇』、『Pepper(家庭)篇』で登場。感情認識パーソナルロボット。
『Pepper(職場)篇』では、スタジアムの建設現場に作業員として現れるが、喋るだけしか出来ないため「全然役に立たない」と毒づかれてしまうが、ジョーンズとベテラン作業員（吉田鋼太郎）のケンカを仲裁するなど、持ち前のコミュニケーション能力により現場の空気が明るくなった。しかし、「僕も飲もうかな」とジョーンズからボスコーヒーを貰おうとするが、「錆びるぞ」と言われてジョーンズにヘルメットを被せられてしまった。
『Pepper(家庭)篇』では、立派な屋敷の家庭にホームステイとして現れ、早速その家族の子供達には大人気となっていたが、「介護でも出来るのか、そのロボット」と祖父（北大路欣也）に聞かれて「そういうのできません」と答えると「ポンコツだな」と返されてしまう。しかし、「俺は口が悪い。だから誰も寄りつかねえんだ。」と少し心を開いた祖父に「ボクの方が口悪いですよ、クソジジイ」と返すと祖父を微笑させた。その後、庭にミステリーサークルを作ってしまったジョーンズに「明日は晴れですよ」と慰めながらボスコーヒーを手渡した。
松雪泰子
『プレミアム鉄道篇』、『プレミアム京都篇』で登場。
『プレミアム鉄道篇』ではタモリが乗る豪華列車の乗客として登場。ダイニングカーで食事をしているところをタモリから「よろしければご一緒にどうですか？」と声をかけられるが、すぐ立ち上がりタモリの前に近づくと「曲がってますよ」と言いながらタモリのネクタイを整えた後、立ち去ってしまう。
『プレミアム京都篇』では東福寺の通天橋で紅葉を楽しむ着物を着た女性として登場。タモリに「京都好きですか？」と質問されると「大好きです」と言った後、タモリが「確かに紅葉（もみじ）は綺麗だ」と返しているうちに山村紅葉と入れ替わる形で立ち去る。
山田五郎、みうらじゅん
『プレミアム鉄道篇』で登場。タモリと一緒に豪華列車で旅をする友人。ラウンジカーにてタモリが披露した産まれたての仔馬の物まねに大爆笑するなど、タモリとの会話を楽しんでいた。
ミッツ・マングローブ
『喝采篇』で登場。女装ショーパブのシンガー。3年前、父親（後述）に反対されながらもシンガーの道を歩む。ショーで歌い終えると観客から花束をもらっている横で拍手をする父親を見て嬉しそうに微笑んだ。
徳光和夫
『喝采篇』で登場。前述のミッツの父親。3年前の回想では「目を覚ましてくれ」とミッツに平手打ちしたが無言で列車に乗り立ち去ってしまう。しかし、ショーでのミッツの歌を聴き拍手を送った。
山村紅葉
『プレミアム京都篇』で登場。東福寺の通天橋でタモリが「確かに紅葉（もみじ）は綺麗だ」と言った直後に松雪泰子と入れ替わる形で現れる。
篠原信一
『プレミアム京都篇』で登場。先斗町にある「この路地は通り抜けできまへん」と書かれた路地から現れて「通り抜けれたやん」と言いながら立ち去った。
堤下敦
『ヘッドライト・テールライト篇』で登場。長距離トラック運転手。数日前の回想では、高校の同窓会で同級生に「いやーいいなぁ、トラックドライバー。上下関係とかなさそうだし」と言われるが、不機嫌そうに「そんな気楽なもんじゃねぇよ」と返す。その後、今田、鬼奴がいるサービスエリアで流れ星を見つけると明るい笑顔になり、ジョーンズの「よいお年を」にも3人一緒に「よいお年を」と返す。
椿鬼奴
『ヘッドライト・テールライト篇』で登場。長距離トラック運転手。出勤前の回想では、慌ただしく仕事に出かける支度をしながら娘に「来週は休みとれるからね、いつもごめんね」と話しかけるが、携帯をいじっている娘からは何の返事もない。しかし、運転中の鬼奴の携帯には娘から「気を付けてね」のメールが送られる。その後、今田、堤下がいるサービスエリアで流れ星を見つけると明るい笑顔になり、ジョーンズの「よいお年を」にも3人一緒に「よいお年を」と返す。
今田耕司
『ヘッドライト・テールライト篇』で登場。長距離トラック運転手。田舎の実家に帰省した際の回想では、小さな畑で農作業をしている母親を手伝いながら「もうやめたらええやん、こんな畑」と話すが「好きでやってるんやから、ほっとき」とぶっきらぼうに言い返されてしまう。その後、鬼奴、堤下がいるサービスエリアで流れ星を見つけると明るい笑顔になり、ジョーンズの「よいお年を」にも3人一緒に「よいお年を」と返す。
石川さゆり
『北海道新幹線篇』で登場。青森の喫茶店「TSUGARU」の店主。店内で食事を摂るジョーンズに「私は連絡船のほうが好きだったわ」と言い、青函連絡船の時代を懐かしみながら「津軽海峡・冬景色」を口ずさむ。
貫地谷しほり
『プレミアムTOKYO篇』で登場。タモリと共に水上タクシーに乗船する江戸時代専門ジャーナリスト。川にめっぽう詳しい川オタクで、隅田川で「東京って意外と川多いんだな」と呟くタモリに、江戸時代には川は道路であり遊び場でもあったと説明する。（説明中に江戸時代の屋形船にタイムスリップするシーンでは、ジョーンズ（船頭）、タモリ（川遊びを楽しむ文化人）とともに芸者に扮する。）その後、水上タクシー船長・ジョーンズの「開けゴマ!」の一言で勝鬨橋が跳開するとタモリと共に驚く。
永六輔
『昭和篇』で登場。生前のラジオ番組出演の映像で、ディレクターに扮したジョーンズが共に映っている。
蜷川幸雄
『昭和篇』で登場。生前（1980年代）の演劇の稽古場で演技指導をした際、怒鳴って灰皿を投げつける。演劇スタッフのジョーンズがその灰皿を拾いに行く。
大橋巨泉
『昭和篇』で登場。生前の「クイズダービー」出演時、問題を正解したはらたいらに「やっぱり宇宙人ですね!」と声をかけた際、ガッツ石松と共に出場者チームにいたジョーンズに「違います」と即答される。
くまモン
『プレミアム熊本篇』で登場。タモリと共に修復中の熊本城を見物した後、ジョーンズの力で戦国時代にタイムスリップし、天井裏から加藤清正を覗いている際にうっかり手で天井に穴を開け、清正に槍で突き刺されそうになった。
加山雄三
『海女篇』で登場。ハワイでバカンスを楽しんでいるところへ、自力で泳いで現れたジョーンズにハワイに上陸したことを教える。
木村祐一
『ヘッドライト・テールライト2019篇』で登場。長距離トラック運転手。木村がチコちゃんの声で出演している「チコちゃんに叱られる!」に関連してか、チコちゃんに雰囲気の似た10歳の女の子・チエちゃん（演・新井美羽）に「早よ食べな。ボーっとしてたら、冷めるで」と、劇中に木村が叱られる場面も。
役所広司 - 現在出演中
『顔合わせ編』、『農場編』、『銭湯編』、『夢の国編』、『稽古編』、『会議室編』、『禁じられた惑星篇』、『町おこし篇』、『ゴンドラ篇』、『いつもの自販機篇』、『意外な天職篇』、『ピザ屋（アニメ）篇』、『仕事の場所編』、『アイドル篇』で登場。
『顔合わせ編』では、堺とともにビデオ会議サービスを利用したCM撮影を行う。
『農場編』では、テレワークやドローンといった最先端技術を活用した農夫として登場。
『銭湯編』では銭湯の経営者として登場。
『夢の国編』では閉園する遊園地の遊具整備作業員として登場。職を失い途方に暮れていたが、ジョーンズの力で動き出した遊具たちに励まされオンラインフードデリバリーサービスの配達員として再起する。
『稽古編』では、「伝説のブレンダー 田中」という役名で堺、杉咲と共に稽古に挑んでいる。
『会議室編』では、神木達とともに会議に参加する。
『禁じられた惑星篇』では、町工場の工場長として登場。宇宙大統領みゆきにより労働を禁じられた世界でロケット用のネジを手掛けた実績を忘れられず途方に暮れ、労働を試みた野口聡一とともに電撃を受け「なんで働けないんだ」と嘆く。
『ゴンドラ篇』では、ゴンドリエーレのレオナルドとして登場。
『町おこし篇』では、観光課の課長として登場。町はずれの休耕地で、UFOらしき物体と遭遇したことから、町おこしの方法をひらめく。
『意外な天職篇』では、駐車場の誘導員として登場。神木から「友達や仕事など世界が広がるかも」とマッチングを勧められたことをきっかけに、映画のキャスティングに携わる安藤と遭遇する。
堺雅人
『顔合わせ編』、『農場編』、『銭湯編』、『稽古編』で登場。『顔合わせ編』では、役所とともにビデオ会議サービスを利用したCM撮影を行う。『農場編』、『銭湯編』ではジョーンズ、ゆりやんの上司として登場。『稽古編』では、「社員役 鈴木」という役名で役所、杉咲と共に稽古に挑んでいる。
ドラえもん
『農場編』、『銭湯編』で登場。困っているジョーンズ達にどこでもドアを出して密かにサポートする。
ゆりやんレトリィバァ
『銭湯編』で登場。銭湯へ営業を行う堺とジョーンズに同行する。
杉咲花 - 現在出演中
『稽古編』、『会議室編』、『禁じられた惑星篇』、『ゴンドラ篇』、『いつもの自販機篇』、『ピザ屋（アニメ）篇』、『仕事の場所編』で登場。
『稽古編』では「社員役 山田」という役名で役所、堺と共に稽古に挑んでいる。
『会議室編』では、神木達とともに会議に参加する。
『禁じられた惑星篇』では、町工場の工員として働きたい思いを捨てきれずにいた。
『ゴンドラ篇』では、ヒロイン・フランチェスカとして登場。
山内ケンジ
『稽古編』で登場。役所、堺、杉咲が出演する作品の脚本・演出を担当しており、稽古に参加している。
神木隆之介 - 現在出演中
『会議室編』、『禁じられた惑星篇』、『意外な天職篇』、『ピザ屋（アニメ）篇』、『仕事の場所編』、『アイドル篇』で登場。『会議室編』では、まとまらない会議の気分転換の為に紅茶の買い出しを提案する。
『禁じられた惑星篇』では、町工場の工員として労働を禁じられた世界で労働のない嬉しさを感じていた。
塚本晋也
『会議室編』で登場。
LiLiCo
『会議室編』で登場。
犬山イヌコ
『会議室編』で登場。
村田雄浩
『会議室編』で登場。
松尾諭
『会議室編』で登場。
駿河太郎
『会議室編』で登場。
山田キヌヲ
『会議室編』で登場。
丸山礼
『会議室編』で登場。
野口聡一
『禁じられた惑星篇』で登場。町工場の工員として労働を禁じられた世界で途方に暮れる役所を励ましつつ労働を試みようとし電撃を浴び役所と杉咲に介抱される。
IKKO
『ゴンドラ篇』で登場。
森末慎二
『いつもの自販機篇』で登場。
安藤サクラ - 現在出演中
『意外な天職篇』、『仕事の場所編』、『ある日のおつかい篇』で登場。
柳楽優弥
『意外な天職篇』で登場。
やす子 - 現在出演中
『仕事の場所編』で登場。
河合優実 - 現在出演中
『アイドル篇』で登場。

##### 白戸家
BOSS発売20周年記念によるソフトバンクモバイル（現・ソフトバンク）とのコラボレーションCMで登場した。『出会い篇』で白戸次郎と初共演。ソフトバンクのCMではジョーンズが白戸家の家政夫として出演する『家政夫登場篇』が放送され、以降BOSSのCMである『白戸家篇』と『海外旅行篇』ではBOSS電のCMも兼ね、宇宙人ジョーンズの地球調査シリーズのテイストも加えられている。その後、ソフトバンクのCMで『店頭篇』と『一乗谷篇』が放送された後、最終章として『別れ篇』が放送された。
白戸次郎（演：カイくん、声：北大路欣也）
『出会い篇』で登場。帰還した宇宙人ジョーンズに出会う。ジョーンズのボイスオーバーが聞こえているらしく、「ブツブツうるさい！」とジョーンズを黙らせた事がある。
最終章である『別れ篇』では、いなくなったジョーンズを連れ戻そうとするが、「この星の白戸家はもう十分だ」と嫌がられてしまう。
白戸正子（演：樋口可南子）
白戸次郎の妻。BOSS電が当たった事を祝う。
白戸小次郎（演：ダンテ・カーヴァー）
白戸次郎の息子。「聞いてませんでした」の台詞をジョーンズに奪われる。BOSS電が当たった事を祝う。
『海外旅行篇』では、当たった記念に行ったバリ島旅行で巨大なイカの怪物に襲われるが、ジョーンズによって救われる。
なお、白戸家には娘（白戸彩）がいるが、ジョーンズが登場するCMでは一度も登場していない。

##### 七曲署
太陽にほえろ!#CMも参照。『刑事篇』で登場。ジョーンズは新米刑事として潜入したが、「新米」と呼ばれただけで、同署の定番であるニックネームは付けられなかった。
藤堂俊介／ボス（演：ゆうたろう）
『刑事篇』で登場。
島公之／殿下（演：小野寺昭）
『刑事篇』で登場。
石塚誠／ゴリさん（演：竜雷太）
『刑事篇』で登場。
三上順／テキサス（演：勝野洋）
『刑事篇』で登場。
岩城創／ロッキー（演：木之元亮）
『刑事篇』で登場。

##### 現場で働く人たちへ編
タカアンドトシ
『関が原篇』では足軽を、『忠臣蔵篇』では吉良家の奉公人を演じている。
野村萬斎
『関が原篇』では石田三成を、『忠臣蔵篇』では大石内蔵助を演じている。

##### その他
駐車監視員（演：レギュラー(松本康太・西川晃啓)）
『宅配便篇』で登場。配達員に扮したジョーンズを、2回も取り締まっている。
ホットペッパーを配る女性（演：柳原可奈子）
『ホットペッパー篇』で登場。ジョーンズと共に、街頭でホットペッパーを配る。
ホストクラブの客（演：若槻千夏）
『ホストクラブ篇』で登場。ホストに扮するジョーンズを「ダサい」、「ホストに向いてない」とバカにしていた。
農家の主人（演：財津一郎）
『農家篇』で登場。ジョーンズの働き振りを認め、跡取りを勧める。
さち子（演：三原じゅん子）
『農家篇』で登場。農家の娘。
新米大工（演：柄本佑）
『大工篇』で登場。親方に怒鳴られて消沈する新米大工を翌朝ジョーンズが迎えに行く。
田中一郎（演：大杉漣）
『地上の星篇』で登場。トンネル工事の現場監督。ジョーンズと共に、トンネルの掘削工事に挑む。
OL（演：鈴木京香)
『ラーメン屋台篇』で登場。ジョーンズが営む屋台にラーメンを食べに来た。
ジョーンズの妻（演：渡辺えり）
『結婚篇』で登場。妻役。その後、『お父さん篇』でジョーンズは3児（渡辺扮する妻の連れ子）の父親になっている。
鵜飼い漁の親方の鵜匠（演：伊吹吾郎）
『鵜飼い篇』で登場。
鵜匠の妻（演：杉田かおる)
『鵜飼い篇』で登場。
サラリーマン（演：杉本哲太）
『2つのタワー篇』で登場。東京タワーの展望台の双眼鏡で覗き込んだ先にある、とある会社で働く中堅社員。
会社の重役（演：村野武範）
『とある老人篇』で一瞬だけ登場。社用車の後席から東京スカイツリーを見上げている。
駅で相手との別れを惜しむカップル2組（演：吉岡秀隆、佐藤江梨子、ヒロシ、池脇千鶴）
『駅員篇』で登場。駅の舞台はのと鉄道能登中島駅1番ホーム。
学校の先輩教師（演：武田鉄矢）
『教師篇』で登場。ジョーンズの行動に対し抗議に来た保護者達をなだめる。
体育館裏で告白される女子（演：井越有彩）
『教師篇』で登場。告白した男子は声が小さかった事から竹刀を持ったジョーンズに怒鳴られる。
ジョーンズの弟子（演：有吉弘行）
『奥の細道篇』で登場。ジョーンズと共に旅に出ているが、俳句を詠めないジョーンズに辛辣なツッコミを入れている。
首を痛めた島民（演：渡辺哲）
『医師篇』で登場。痛めた首をジョーンズに治療してもらう。
寝込んでいる女性（演：松原智恵子）
『医師篇』で登場。自宅で寝込んでおり、ジョーズに治療してもらう。ジョーンズにはずっと島に居てほしいようだ。
診療所の看護師（演：寺島しのぶ）
『医師篇』で登場。ジョーンズの診療所に勤めている看護師。ジョーンズは島民からヤブ医者だと思われていたらしい。
しかし、ジョーンズが島を去る際、島民に「ありがとう」と涙ながら見送られていることから、評判はよかったようである。
役所の職員（演：田中哲司）
『医師篇』で登場。島の役所の職員。ジョーンズに「許可を得ているのか?」と尋ね、彼を島から追い出す。
通りすがりの男（演：今野浩喜）
『ネット篇』、『ネット特別篇』で登場。空を飛びながらピザを配達するジョーンズを発見し、その様子を動画サイトに投稿する。
研究員（演：嶋田久作）
『ネット特別篇』で登場。宇宙人について研究している研究員。科学の進歩のためにジョーンズに研究の協力を要請するが、「嫌だ」と断られて逃げ出されてしまう。
マンション管理人（演：風間杜夫）
『マンション篇』で登場。ジョーンズの先輩の管理人。
すごく太った男（演：HIRO）
『マンション篇』で登場。ジョーンズが管理人を務めるマンションの住人。部屋で縄跳びをしていたところ、その騒音について別の部屋の住人に管理人室へクレームを入れられる。
若手選手（演：菅谷哲也）
『用具係篇』で登場。横浜DeNAベイスターズの若手選手で、背番号59。靴紐が切れたスパイクを入来に直してもらい、後日初勝利のウイニングボールを入来に手渡す。
若者（演：染谷将太）
『テレビと若者篇』で登場。ジョーンズが屋根の塗装作業をしている住宅の住人。最近テレビ見てますか？という街頭インタビューで「点いてるだけですね」と返し、実際に部屋ではスキージャンプの世界大会の中継のテレビ番組を点けたままスマートフォンをいじっていた。その後、中継で日本のエースジャンパーが飛ぶ映像になるとテレビを見つめるが、ジョーンズがアンテナをへし折ってしまい、テレビが映らなくなってしまう。
ベテラン作業員（演：吉田鋼太郎）
『Pepper（職場）篇』で登場。スタジアム建設現場のベテラン作業員。「ちょっと力が強いからってナメんじゃねぇぞ、かかってこいよ！！」とジョーンズにケンカを吹っ掛けるが、Pepperの仲裁により気勢がそがれる。その後、「俺は何歳になっても進歩がねぇよな」とPepperに相談するが、「明日は雨のち晴れですよ」と慰めてくれるPepperに少し涙ぐんでいた。
作業員（演：佐藤二朗）
『Pepper（職場）篇』で登場。
祖父（演：北大路欣也）
『Pepper（家庭）篇』で登場。大きな屋敷に住む頑固そうな祖父。ホームステイしてきたPepperに「介護でも出来るのか、そのロボット」と聞くと「そういうのできません」と答えるPepperに「ポンコツだな」と返し、他の家族を遠ざけてしまう。その後家族は出かけてしまい、一人ぼっちになってしまった際、「俺は口が悪い。だから誰も寄りつかねえんだ。」とPepperに少し心を開くと「ボクの方が口悪いですよ、クソジジイ」と返され微笑する。しかし、ジョーンズが庭にミステリーサークルを作っているのを見て「お前庭をどうするつもりなんだ」と怒鳴った。
回転寿司店店員（演：あばれる君）
『時代篇」で登場。田舎のひなびた港町にある寿司屋の息子。「こんな田舎の店継いでどうなるってんだよ」と言い上京するが、都会の回転寿司店での客の対応に慌てふためく。外国人客に「Excuseme,SABINUKI」と言われたときに、あわてて「何の、何の」と言ってしまう、しかし、一人の老紳士の「板前さん、にぎりが絶妙だ」と暖かい言葉に深々と頭を下げた。
養鯉場従業員（演：宇梶剛士）
『恋人も濡れる街角篇』で登場。錦鯉の養殖場の従業員。変わった模様のせいで売れ残っていた鯉を不憫に思っていた。しかし、その夜同じ模様の水着を着た女性（いとうあさこ）に「さよなら」を告げられる夢を見たところで目を覚ますと、その変わった模様の鯉が売られてしまったことを告げられてしまう。何かを決心し、その鯉を買い取った屋敷に行き、その鯉を見つけると濡れることを構わず池に飛び込み、再会を喜んだ。
錦鯉（演：いとうあさこ）
『恋人も濡れる街角篇』で登場。養鯉場で売れ残った錦鯉と同じ模様の水着を着た女性。養鯉場従業員（宇梶剛士）の夢の中に現れて「さよなら」を告げる。
女性カメラマン（演：満島ひかり）
『プレミアム城跡篇』で登場。竹田城跡から見える雲海を撮影する女性カメラマン。天守閣跡から見える雲海に驚くタモリに「つい最近なんですよ、知られるようになったの。ずっとここにあったのに。」と話しかける。そして「コチラです」と雲海で手招きするジョーンズにタモリと共に向かう雲が濃くなり、いつの間にか凛々しい女武者に変わる。法螺貝が鳴る中ジョーンズと共に雲海に浮かぶ戦国時代の竹田城を指さす。その後、タモリ、ジョーンズと3人でプレミアムボス ラテを飲む。最後タモリに「またお会いできますか？」と質問され、答えようとするが、ジョーンズに「スケジュールパンパンです」と先に答えられてしまう。
浴衣姿の美女（演 - 石田ゆり子）
『プレミアム祭り』篇で登場。タモリの方に向かって「こっちこっち」と手を振り、自分に手を振ったのかとタモリに勘違いさせる。
警察官（演 - 永瀬正敏）
『おまわりさん』篇に登場。警察官のジョーンズの同僚で、ジョーンズとともに住宅街に現れたサルを捕獲する。
若者（演 - 窪田正孝）
『おまわりさん』篇に登場。警察官のジョーンズに自転車運転中のながらスマホを注意され、「こんなことより、もっと悪いことしてるやつ、いっぱいいるだろ!」と反抗的な態度を取るが、ジョーンズたちが住宅街に現れたサルを捕獲する姿を偶然目にして改心。深夜の交番にふらりと現れるとジョーンズに「おまわりさんって大変っすね」と声を掛けて立ち去る。
加藤清正（演 - 北村一輝）
『プレミアム熊本篇』に登場。家臣と共に城の図面を見ながら、熊本城の防備について語っていた時、天井裏でジョーンズ・タモリと共にそこを覗いていたくまモンが天井に穴を開けたのに気づき、「曲者!」と叫んで天井に槍を突き刺した。
海女（演 - 和久井映見、ガンバレルーヤ）
『海女』篇に登場。冬の海でジョーンズと共に漁をしていて休憩中、あまりの寒さに暖かい海がいいとぼやく。

#### 各話リスト
| タイトル                                | 放送時期       | 使用BGM                                                    | ジョーンズの職業                                                             | 備考 |
| --------------------------------------- | -------------- | ---------------------------------------------------------- | ---------------------------------------------------------------------------- | --- |
| 『登場篇』                              | 2006年04月04日 |                                                            | -                                                                            | 仕事の合間を縫って牛丼屋で食事をしているという設定。 |
| 『工場篇』                              | 2006年04月22日 |                                                            | 運搬作業員                                                                   | |
| 『ディスカウントストア篇』              | 2006年07月01日 |                                                            | ディスカウントストア店員                                                     | |
| 『宅配便篇』                            | 2006年09月12日 |                                                            | 宅配便の配達員                                                               | |
| 『カラオケ篇』                          | 2006年11月03日 |                                                            | カラオケボックス店員                                                         | CM最後に八代のヒット曲『舟唄』が流れ、店員に扮装したジョーンズが涙し、口ずさむ。 2024年1月29日に矢代亜紀の追悼として限定放送された。 |
| 『競争社会篇』                          | 2006年12月31日 |                                                            | ホスト                                                                       | |
| 『牧場篇』                              | 2007年04月26日 |                                                            | 牧場の従業員                                                                 | |
| 『ホットペッパー篇』                    | 2007年06月23日 |                                                            | ホットペッパー配り                                                           | |
| 『空港篇』                              | 2007年08月28日 |                                                            | 空港警備員                                                                   | |
| 『帰還篇』                              | 2007年09月18日 |                                                            | -                                                                            | |
| 『温泉篇』                              | 2007年11月17日 |                                                            | 旅館従業員                                                                   | |
| 『秋葉原篇』                            | 2008年02月02日 |                                                            | 取材クルーの照明担当スタッフ                                                 | |
| 『農家篇』                              | 2008年04月01日 |                                                            | 農家のお手伝い                                                               | |
| 『時代劇篇』                            | 2008年04月19日 |                                                            | 時代劇俳優（エキストラ）                                                     | |
| 『大工篇』                              | 2008年07月12日 |                                                            | 大工                                                                         | |
| 『地上の星篇』                          | 2008年08月25日 | 中島みゆき『地上の星』                                     | 工事作業員                                                                   | 『プロジェクトX』のパロディで、同番組で取り上げられた黒部ダムの大町トンネル建設を真似た映像になっている。トンネル内の映像は、当時建設中だった岐阜県下呂市にある濃飛横断自動車道ささゆりトンネルのものである。 |
| 『ラーメン屋台篇』                      | 2008年12月06日 |                                                            | ラーメン屋台店主                                                             | |
| 『知事篇』                              | 2009年04月04日 |                                                            | 知事                                                                         | |
| 『刑事篇』                              | 2009年06月20日 |                                                            | 刑事                                                                         | 刑事ドラマ『太陽にほえろ!』をモチーフにした作品。配役もドラマに準じ、音楽も同ドラマの音楽を手がけた大野克夫の音楽をアレンジで使用している。 |
| 『結婚篇』                              | 2009年08月18日 |                                                            | -                                                                            | |
| 『お父さん篇』                          | 2009年09月01日 |                                                            | -                                                                            | |
| 『サンタクロース篇』                    | 2009年11月28日 |                                                            | ケーキショップ店員                                                           | |
| 『人類史篇』                            | 2009年12月31日 | 『ムーン・リヴァー』                                       | 道路作業員                                                                   | 「原始人時代のマンモス狩り」「ピラミッド建設現場」「万里の長城建設現場」「現代の東京」が描かれている。表中の職業はそのうち最後の「現代の東京」での職業。また「現代の東京」では、採用内定を獲得した就活生の電話をジョーンズが小耳にはさむという設定だった。 |
| 『桜篇』                                | 2010年03月17日 |                                                            | 神社の従業員                                                                 | |
| 『鵜飼い篇』                            | 2010年06月01日 |                                                            | 鵜飼い                                                                       | |
| 『2つのタワー篇』                       | 2010年08月18日 | 映画『ALWAYS 三丁目の夕日』よりメインテーマ                | エレベーター案内役                                                           | 「2つのタワー」とは、東京タワーと、CM放映当時建設中だった東京スカイツリーの事である |
| 『タクシー篇』                          | 2010年11月27日 |                                                            | タクシー運転手                                                               | |
| 『とある老人篇』                        | 2010年12月31日 | 『上を向いて歩こう』                                       | タクシー運転手                                                               | 建設中の東京スカイツリーが再度登場。 |
| 『2011年特別篇』                        | 2011年04月16日 | 平原綾香『明日』                                           | -                                                                            | 過去のCMの総集篇。 |
| 『駅員篇』                              | 2011年05月01日 | 松任谷由実『春よ、来い』                                   | 鉄道の駅員                                                                   | |
| 『教師篇』                              | 2011年06月18日 | 森田健作『さらば涙と言おう』                               | 学校の教師                                                                   | |
| 『奥の細道篇』                          | 2011年09月20日 | 上條恒彦『誰かが風の中で』                                 | 俳人                                                                         | ロケ地は日光、松島、奥州平泉、山寺。 また、CM冒頭では松尾芭蕉の『おくのほそ道』の冒頭の一節「月日は百代の過客にして、行かふ年も又旅人也。」が映し出されている。 |
| 『宇宙篇』                              | 2011年12月29日 |                                                            | 宇宙飛行士                                                                   | |
| 『宇宙(実験)篇』                        | 2012年01月07日 |                                                            | 宇宙飛行士                                                                   | |
| 『医師篇』                              | 2012年01月28日 |                                                            | 医師                                                                         | |
| 『子役篇』                              | 2012年07月01日 |                                                            | 芸能マネージャー                                                             | |
| 『出会い篇』                            | 2012年08月21日 | 『2001年宇宙の旅』のテーマソング                           | 宇宙飛行士                                                                   | |
| 『出会い(告知)篇』                      | 2012年08月24日 |                                                            | 宇宙飛行士                                                                   | 『出会い篇』の続篇。 |
| 『白戸家篇』                            | 2012年09月04日 |                                                            | 家政夫                                                                       | |
| 『海外旅行篇』                          | 2012年09月30日 |                                                            | 家政夫                                                                       | |
| 『一乗谷篇』                            | 2012年10月10日 |                                                            | 家政夫                                                                       | |
| 『別れ篇』                              | 2012年12月16日 |                                                            | 家政夫                                                                       | |
| 『ネット特別篇』                        | 2013年01月01日 | 『Xファイル』のテーマソング                                | 宅配ピザの配達員                                                             | 『ネット篇』の新春限定CM。 ジョーンズを捕獲するという、『ネット篇』とは異なる展開になっている。また、CMの最後に自転車で空を飛ぶシーンはSF映画『E.T.』のパロディとなっている。 |
| 『ネット篇』                            | 2013年01月07日 | 『Xファイル』のテーマソング                                | 宅配ピザの配達員                                                             | |
| 『大相撲篇』                            | 2013年04月06日 | 中島みゆき『糸』                                           | 行司                                                                         | ロケ地は両国国技館と東関部屋の稽古場。 |
| 『黒スーツの男篇』                      | 2013年06月04日 | 『ピーター・ガン』のテーマソング                           | ネオン作業員                                                                 | ロケ地はSHIBUYA109の屋上。 |
| 『コンサート出会い篇』                  | 2013年08月20日 |                                                            | 警備員                                                                       | ロケ地は東京ドーム。 |
| 『コンサート篇』                        | 2013年09月03日 | 備考欄参照                                                 | 警備員                                                                       | 『コンサート出会い篇』の続篇。コンサートでは中居のソロによる『夜空ノムコウ』と香取を除くSMAP4人とジョーンズによる『SHAKE』が使用されている。 |
| 『コンビニ篇』                          | 2013年10月01日 |                                                            | コンビニエンスストア店員                                                     | ジョーンズが補充しているドリンク棚には、サントリーが販売している全ての飲料が陳列されている。 |
| 『マンション篇』                        | 2013年12月31日 |                                                            | マンション管理人                                                             | 途中のテレビには中居のソロによる『夜空ノムコウ』が映されていた。 |
| 『用具係篇』                            | 2014年04月22日 | チューリップの『青春の影』                                 | 横浜DeNAベイスターズ用具係                                                   | |
| 『黒ドレスの女篇』                      | 2014年06月03日 | 『ピーター・ガン』のテーマソング                           | パーティーのウェイター                                                       | |
| 『プレミアムな出会い篇』                | 2014年08月29日 |                                                            | 花屋の配達員                                                                 | |
| 『テレビ局篇』                          | 2014年09月02日 |                                                            | 花屋の配達員                                                                 | |
| 『プレミアム対談 A篇』                  | 2014年09月02日 |                                                            | 花屋の配達員                                                                 | ロケ地は新宿アルタ |
| 『プレミアム対談 B篇』                  | 2014年09月02日 |                                                            | 花屋の配達員                                                                 | ロケ地は新宿アルタ |
| 『テレビと若者篇』                      | 2014年11月22日 |                                                            | 屋根の塗装作業員                                                             | |
| 『Pepper（職場）篇                      | 2015年02月07日 |                                                            | スタジアム建設作業員                                                         | ロケ地は南長野運動公園総合球技場。 |
| 『Pepper（家庭）篇』                    | 2015年02月22日 |                                                            | 庭師                                                                         | |
| 『プレミアム鉄道篇』                    | 2015年03月15日 | エリック・クラプトン『Change the World』                   | 列車の運転士兼車掌                                                           | |
| 『時代篇』                              | 2015年09月01日 |                                                            | 回転寿司店店員                                                               | |
| 『喝采篇』                              | 2015年09月01日 |                                                            | ショーパブのバックバンドの指揮者                                             | |
| 『恋人も濡れる街角篇』                  | 2015年09月02日 |                                                            | 養鯉場従業員                                                                 | |
| 『プレミアム京都篇』                    | 2015年09月29日 | エリック・クラプトン『Change the World』                   | 寺男                                                                         | ロケ地は清水寺、茶わん坂、東福寺、三年坂、先斗町、龍安寺、祇園。 |
| 『ヘッドライト・テールライト篇』        | 2015年12月11日 |                                                            | 長距離トラック運転手                                                         | |
| 『北海道新幹線篇』                      | 2016年02月02日 |                                                            | 保線作業員                                                                   | |
| 『プレミアム城跡篇』                    | 2016年03月01日 | エリック・クラプトン『Change the World』                   | 現地ガイド                                                                   | ロケ地は竹田城跡。 |
| 『プレミアム祭り篇』                    | 2016年09月06日 | エリック・クラプトン『Change the World』                   | 的屋                                                                         | |
| 『おまわりさん篇』                      | 2016年09月26日 | 吉田拓郎『今日までそして明日から』                         | 交番勤務の警察官                                                             | |
| 『プレミアムTOKYO篇』                   | 2016年09月27日 | エリック・クラプトン『Change the World』                   | 水上タクシーの運転手                                                         | |
| 『昭和篇』                              | 2016年12月01日 | 『夢であいましょう』『上を向いて歩こう』                   | ラジオ番組ディレクター 演劇スタッフ 『クイズダービー』出場者 工事作業員      | |
| 『プレミアム熊本篇』                    | 2017年02月07日 |                                                            | 熊本城修復工事の作業員                                                       | |
| 『ボスジャンの先輩篇』                  | 2017年09月05日 |                                                            | 建設作業現場の作業員                                                         | |
| 『25年間』                              | 2017年10月07日 |                                                            | 電器店店長、漁師、議員事務所のスタッフ                                       | |
| 『CRAFT BOSS篇』                        | 2017年09月07日 |                                                            | 宅配ピザ配達員、清掃スタッフ(窓拭き清掃員を含む)、リフォーム工事業者、冒険家 | |
| 『休みとは篇』                          | 2018年02月01日 |                                                            | 行列の整理                                                                   | |
| 『海女篇』                              | 2018年02月06日 |                                                            | 海女、ポリネシアンダンサー                                                   | |
| 『関が原篇』                            | 2018年09月04日 |                                                            | 足軽                                                                         | |
| 『忠臣蔵篇』                            | 2018年11月02日 |                                                            | 吉良邸の奉公人                                                               | |
| 『ヘッドライト・テールライト2019篇』    | 2019年02月02日 |                                                            | 長距離トラック運転手                                                         | |
| 『CRAFT BOSS TEA 新しい風・ロンドン篇』 | 2019年03月19日 | 椎名林檎『人生は夢だらけ』                                 | バグパイプ演奏者                                                             | イギリス・ロンドンで杉咲花と松たか子が椎名林檎の楽曲『人生は夢だらけ』に合わせてミュージカル風のダンスを披露する。また、終盤では椎名本人も登場する。 |
| 『平成特別篇』                          | 2019年04月30日 |                                                            | 役場の職員                                                                   | ジョーンズの視点から平成を回顧する内容である。 |
| 『老舗篇』                              | 2019年09月03日 |                                                            | 和菓子職人                                                                   | |
| 『漁港篇』                              | 2020年02月04日 |                                                            | 魚市場の従業員                                                               | |
| 『顔合わせ篇』                          | 2020年07月11日 |                                                            | CM制作スタッフ                                                               | |
| 『農場篇』                              | 2020年09月12日 |                                                            | コンサルティング会社社員                                                     | |
| 『銭湯篇』                              | 2020年10月12日 |                                                            | コンサルティング会社社員                                                     | |
| 『夢の国篇』                            | 2021年02月02日 | SEKAI NO OWARI『RAIN』                                     | 遊具の整備作業員、オンラインフードデリバリーサービスの配達員                 | |
| 『稽古篇』                              | 2021年03月17日 | ドゥービー・ブラザーズ『ホワット・ア・フール・ビリーヴス』 | エキストラ                                                                   | |
| 『会議室篇』                            | 2021年07月06日 | ジョージ・ガーシュウィン『PROMENADE』                      | リモートで会議に参加する社員                                                 | |
| 『クラフトボス 漫画家篇』               | 2022年03月08日 | 備考欄参照                                                 | アシスタント                                                                 | 音楽プレイヤーで『残酷な天使のテーゼ』と『川の流れのように』を再生している。『赤とんぼ』はアシスタント役の阿佐ヶ谷姉妹による歌唱。『Twist & Shout』 |
| 『禁じたられた惑星篇』                  | 2022年09月01日 | 中島みゆき『ヘッドライト・テールライト』『ファイト!』      | 工場作業員                                                                   | |
| 『クラフトボス 町おこし篇』             | 2023年03月03日 |                                                            | -                                                                            | |
| 『クラフトボス ゴンドラ篇』             | 2023年04月10日 |                                                            | ゴンドリエーレ                                                               | |
| 『いつもの自販機篇』                    | 2023年09月01日 | あいみょん『裸の心』                                       |                                                                              | - |
| 『クラフトボス 意外な天職篇』           | 2023年09月18日 | クリスタルキング『大都会』                                 | エキストラ、録音係                                                           | |
| 『クラフトボス ピザ屋（アニメ）篇』     | 2024年04月15日 |                                                            | ピザ職人                                                                     | シリーズ史上初めて全編アニメーションを採用した作品 |
| 『仕事の場所編』                        | 2024年05月20日 | ピンク・レディー『ペッパー警部』                           |                                                                              | |
| 『クラフトボス アイドル篇』             | 2024年09月16日 |                                                            | DJ                                                                           | ジョーンズが新人アイドル「ユウミ」（演：河合優実）のコンサートにDJとして潜入する内容であり、彼女を発掘した「ヤクショ・K」（演：役所広司）と、かつて彼女とユニットを組んでいた幼馴染（演：神木隆之介）それぞれの視点で描かれた2バージョンが存在する。なお、タワーレコードとの合同で、河合が歌う『なんてったってアイドルBOSS×idol ver.』を収録したオリジナルCDのプレゼントキャンペーンが展開された。 |
| 『クラフトボス ある日のおつかい篇』     | 2024年10月29日 |                                                            |                                                                              | |

## 日本以外での販売国
いずれも2019年より発売。
- オーストラリア
- ニュージーランド
- アメリカ合衆国